# Cronologia da história da China
Esta é uma cronologia com a história da China. Entre as mudanças de dinastia, a maior parte das datas se sobrepõe, já que os períodos de reinado não são imediatamente transferidos. Datas anteriores a 841 a.C (início da regência Gonghe) são provisórias e sujeitas a controvérsias.

## China pré-histórica
| Data        | Imperador                         | Eventos | Outras pessoas/eventos |
| 400,000 a.C |                                   | Homem de Pequim do Zhoukoudian (est.) |                        |
| 7600 a.C    | Cultura Zhenpiyan                 | Evidências arqueológicas do início da domesticação de porcos. |                        |
| 7500 a.C    | Cultura Pengtoushan               | Análise de resíduos chineses de arroz demonstram que ele já era cultivado nessa época. |                        |
| 7000 a.C    | Cultura Peiligang                 | |                        |
| 6600 a.C    |                                   | Escrita Jiahu: ainda é discutido se esses símbolos podem ser considerados uma forma de escrita |                        |
| 6000 a.C    | Cultura Cishan                    | Evidências arqueológicas do início da domesticação de cães e galinhas. |                        |
| 5000 a.C    | Cultura Baijia                    | Evidências arqueológicas do início da domesticação de bovinos e ovinos. |                        |
| 4500 a.C    | Fim aproximado da cultura Hemudu. | |                        |
| 4000 a.C    |                                   | Escrita Banpo; estudiosos ainda discutem se pode ser considerada uma forma de escrita ou não. |                        |
| 3630 a.C    |                                   | Data aproximada da mais antiga seda descoberta na China, encontrada por arqueólogos no que é hoje a província de Henan, datada do final do período Yangshao.                                                                   |                        |
| 3000 a.C    | Cultura Longshan                  | Durante o período neolítico Longshan, iniciou-se a domesticação de búfalos na China, e possivelmente o arado já era empregado na agricultura.                                                                                  |                        |
| 2570 a.C    |                                   | Data aproximada da seda e outros artefatos provenientes da cultura Liangzhu, encontrados num sítio em Qianshanyang, distrito de Wuxing, Zhejiang; entre os itens de seda encontrados estavam um cinto trançado, fios e tecido. |                        |

## China Antiga

### Três Augustos e os Cinco Imperadores
| Data     | Governante        | Eventos | Outras pessoas/eventos |
| 2852 a.C | Fu Xi             |         | |
| 2737 a.C | Imperador Yan     |         | |
| 2698 a.C | Imperador Amarelo |         | A Batalha de Banquan, a primeira da história chinesa, e a Batalha de Zhuolu, a segunda, foram travadas pelo Imperador Amarelo.                 |
| 2650 a.C | Imperador Amarelo |         | A lenda de Cangjie, inventor dos caracteres chineses                                                                                           |
| 2597 a.C | Imperador Shaohao |         | |
| 2514 a.C | Imperador Zhuanxu |         | |
| 2436 a.C | Imperador Ku      |         | |
| 2366 a.C | Imperador Zhi     |         | |
| 2358 a.C | Yao               |         | Yao ordenou que Gun domasse as cheias dos rios.                                                                                                |
| 2255 a.C | Imperador Shun    |         | Gun não conseguiu domar os rios e foi executado por ordem de Shun. Shun permitiu que o filho de Gun, Yu, to continuasse o trabalho de seu pai. |
| 2205 a.C | Imperador Shun    |         | O fim dos Três Augustos e os Cinco Imperadores                                                                                                 |

### Dinastia Shang
| Data     | Governante       | Eventos | Outras pessoas/eventos                                                                      |
| 1723 a.C |                  | |                                                                                             |
| 1400 a.C | Cultura Erligang | |                                                                                             |
| 1398 a.C | Rei Pan Geng     | Por volta dessa época, a capital foi movida de Zhengzhou para Yin Xu.                                                                                 |                                                                                             |
| 1250 a.C | Rei Wu Ding      | |                                                                                             |
| 1200 a.C | Rei Wu Ding      | Foi encontrado um osso entalhado com um oráculo, que consiste na primeira evidência do calendário chinês.                                             | Por volta desse período, a consorte militante Fu Hao é enterrada em seu mausoléu em Yin Xu. |
| 1122 a.C | Rei Wu Ding      | A Dinastia Chou é fundada na periferia do reino de Shang.                                                                                             |                                                                                             |
| 1101 a.C | Rei Di Yi        | |                                                                                             |
| 1075 a.C | Rei Chou         | |                                                                                             |
| 1050 a.C | Rei Chou         | Ji Chang (conhecido postumamente como Conde Wen) morre, fazendo com que essa seja a data alegada para a criação da sequencia matemática do Conde Wen. |                                                                                             |
| 1047 a.C | Rei Chou         | O Rei Chou toma Daji como concubina. |                                                                                             |
| 1046 a.C | Rei Chou         | Batalha de Muye; alega-se que o Rei Chou morreu enquanto seu palácio era destruído pelas chamas.                                                      |                                                                                             |

### Dinastia Chou Ocidental
| Data     | Governante      | Eventos | Outras pessoas/eventos |
| 1034 a.C | Rei Wu          | Escrita em bronze era mais amplamente empregada. |                        |
| 1042 a.C | Rei Cheng       | |                        |
| 1027 a.C | Rei Cheng       | |                        |
| 1020 a.C | Rei Kang        | |                        |
| 1000 a.C | Rei Kang        | Mais antiga data possível da compilação do Livro das Canções |                        |
| 995 a.C  | Rei Zhao        | |                        |
| 976 a.C  | Rei Mu          | Durante o 12º ano do reinado de Mu, forças Chou atacaram e derrotaram alguns ramos do povo Rong, permitindo a expansão territorial dos Chou. Os críticos do Rei Mu, incluindo o Duque de Zhai (conforme registrado posteriormente no século IV a.C., na Biografia do Rei Mu), afirmou que as expedições de Mu para expulsar o povo Rong eram injustificadas, já que eles mantinham suas próprias terras e, assim, respeitavam seu lugar na ordem cosmológica e política, com a China no centro. |                        |
| 922 a.C  | Rei Gong        | |                        |
| 899 a.C  | Rei Yi          | |                        |
| 891 a.C  | Rei Xiao        | |                        |
| 885 aC   | Rei Yi          | Quando o povo nômade Rong, de Taiyuan, encenou um ataque à capital Chou de Haojing (atual Xian), o Rei Yi pediu ajuda aos seus nobres, um evento significante que marcou o início da dependência dos monarcas Chou em relação a seus vassalos regionais para defender o reino. Sob o comando de Guo Gong, os Chou foram capazes de derrotar o povo Rong em uma batalha importante ocorrida por volta de 854 AC, na qual relata-se a captura de cerca de mil cavalos.                            |                        |
| 877 a.C  | Rei Li          | Durante o reinado de Li, o povo Rong Ocidental iniciou uma invasão que adentrou o território chinês antes que fosse expulso. |                        |
| 841 a.C  | Regência Gonghe | Primeiro ano de contagem concisa e consecutiva de data. |                        |
| 827 a.C  | Rei Xuan        | |                        |
| 781 a.C  | Rei You         | |                        |
| 771 a.C  | Rei You         | Após Rei You substituir a Rainha Shen pela concubina Baosi, o pai da rainha, o Marquês de Shen, aliou-se com a tribo nômade Quanrong para saquear a capital. O filho da Rainha Shen, Ji Yijiu, foi coroado, dando início à era Chou Oriental. |                        |

### Dinastia Chou Oriental
| Data    | Governante      | Eventos | Outras pessoas/eventos                                                                      |
| 770 a.C | Rei Ping        | |                                                                                             |
| 722 a.C | Rei Ping        | Inicia-se o Período das Primaveras e Outonos, O Estado de Lu começa a crônica dos Anais de Primavera e Outono. | A capital muda se Haojing (atual Xian) para Luoyang.                                        |
| 720 a.C | Rei Huan        | |                                                                                             |
| 707 a.C | Rei Huan        | Rei Huan lidera a campanha contra o Duque Zhuang de Zheng, após este se recusar a aparecer na capital, rancoroso por Huan o haver despedido de seu antigo posto como conselheiro da côrte. Alega-se que o Rei Huan ficou envergonhado quando foi ferido no ombro por uma flecha durante a batalha. O Duque Zhuang continuou a governar o Estado de Zheng até sua morte, em 701 a.C. |                                                                                             |
| 697 a.C | Rei Zhuang      | |                                                                                             |
| 685 a.C | Rei Zhuang      | Duque Huan de Qi começou seu reinado sobre o Estado de Qi nesse ano, e foi o primeiro dos Cinco Soberanos que assumiram grande autonomia do monarca da Dinastia Chou, que passou a ser uma figura meramente representativa durante a Dinastia Chou Oriental. |                                                                                             |
| 682 a.C | Rei Xi          | |                                                                                             |
| 677 a.C | Rei Hui         | |                                                                                             |
| 651 a.C | Rei Xiang       | |                                                                                             |
| 645 a.C | Rei Xiang       | Morte de Guan Zhong, o chanceler do Estado de Qi, indicado pelo Duque Huan como recomendado por Bao Shuya. Guan iniciou a centralização da reforma administrativa e econômica que, por um período, fez de Qi o estado mais bem sucedido e desenvolvido da China antiga. |                                                                                             |
| 632 a.C | Rei Xiang       | Batalha de Chengpu |                                                                                             |
| 618 a.C | Rei Qing        | |                                                                                             |
| 612 a.C | Rei Kuang       | |                                                                                             |
| 606 a.C | Rei Ding        | Sunshu Ao, o primeiro engenheiro hidráulico conhecido da China. |                                                                                             |
| 595 a.C | Rei Ding        | Batalha de Bi |                                                                                             |
| 585 a.C | Rei Jian        | |                                                                                             |
| 575 a.C |                 | Batalha de Yanling |                                                                                             |
| 571 a.C | Rei Ling        | |                                                                                             |
| 551 a.C | Rei Ling        | Lao Zi, Confúcio |                                                                                             |
| 548 a.C | Rei Ling        | A mais antiga referência conhecida ao jogo weiqi (conhecido como Go em japonês. |                                                                                             |
| 544 a.C | Rei Jing        | | Data estimada do início da organização hierárquica que classes sociais nas Quatro ocupações |
| 543 a.C | Rei Jing        | Guiado pelo estadista aristocrático Zi Chan, o Estado de Zheng formaliza um código civil. |                                                                                             |
| 520 a.C | Rei Jing        | |                                                                                             |
| 515 a.C | Rei Jing        | O Rei Liao de Wu é assassinado por Zhuan Zhu, permitindo que o Rei Helü de Wu subisse ao trono do Estado de Wu. |                                                                                             |
| 506 a.C | Rei Jing        | Batalha de Boju |                                                                                             |
| 500 a.C | Rei Jing        | Data aproximada da invenção do ferro fundido na China e a mais antiga data possível para a invenção do arado de ferro. | Data aproximada do início do uso de moedas de bronze em formato de faca.                    |
| 486 a.C | Rei Jing        | O Rei Fuchai de Wu construiu o Canal Han, uma seção inicial do Grande Canal da China |                                                                                             |
| 484 a.C | Rei Jing        | Morte de Wu Zixu, um oficial do Estado que Wu e conselheiro do Rei Helü. |                                                                                             |
| 482 a.C | Rei Jing        | O Rei Goujian de Yue captura a capital do Estado de Wu em um ataque surpresa quando o Rei Fuchai estava fora, em Huangchi. |                                                                                             |
| 481 a.C | Rei Jing        | Fim do Período das Primaveras e Outonos |                                                                                             |
| 475 a.C | Rei Yuan        | |                                                                                             |
| 473 a.C | Rei Yuan        | O Estado de Wu é anexado ao Estado de Yue. |                                                                                             |
| 470 a.C | Rei Yuan        | Nascimento de Mozi |                                                                                             |
| 468 a.C | Rei Zhending    | |                                                                                             |
| 465 a.C | Rei Zhending    | Morte do Rei Goujian de Yue; sua espada foi posteriormente encontrada em um sítio arqueológico em Hubei na década de 1960. |                                                                                             |
| 441 a.C | Rei Ai e Rei Si | |                                                                                             |
| 440 a.C | Rei Kao         | |                                                                                             |
| 432 a.C | Rei Kao         | Mausoléu do Marquês Yi de Zeng |                                                                                             |
| 425 a.C | Rei Weilie      | |                                                                                             |
| 403 a.C | Rei Weilie      | O Estado de Jin é dividido, marcando o início do Período dos Reinos Combatentes. Enquanto isso, o Marques Wen de Wei sobe ao poder, patrocinando o Confucionismo no Estado de Wei, e empregando conselheiros hábeis como legalista Li Kui, o militante Wu Qi e o engenheiro hidráulico Ximen Bao.                                                                                   |                                                                                             |
| 401 a.C | Rei An          | |                                                                                             |
| 400 a.C | Rei An          | Os astrônomos Gan De e Shi Shen criam o Catálogo de estrelas (est.) | Data aproximada da criação dos mais antigos mapas chineses, no Estado de Qin.               |
| 389 a.C | Rei An          | Data mais tardia possível do texto histórico Zuo Zhuan. |                                                                                             |
| 386 a.C | Rei An          | É fundada a cidade de Handan, servindo como capital do Estado de Zhao. |                                                                                             |
| 381 a.C | Rei An          | Wu Qi é assassinado no funeral do Rei Diao do Estado de Chu; seu livro, Wuzi, é considerado um dos Sete Clássicos Militares. |                                                                                             |
| 375 a.C | Rei Lie         | O Estado de Zheng é anexado ao Estado de Han. |                                                                                             |
| 370 a.C | Rei Lie         | Chuang-Tzu nasce em torno desse ano. |                                                                                             |
| 368 a.C | Rei Xian        | |                                                                                             |
| 354 a.C | Rei Xian        | Batalha de Guiling |                                                                                             |
| 350 a.C | Rei Xian        | Data mais antiga proposta para as estacas de Guodian Chu, contendo a mais antiga versão conhecida do Tao Te Ching, partes do Livro da História, e um capítulo do Livro dos Rituais |                                                                                             |
| 342 a.C | Rei Xian        | Batalha de Maling | A besta é usada na China.                                                                   |
| 320 a.C | Rei Shenjing    | |                                                                                             |
| 319 a.C | Rei Shenjing    | Mêncio se torna um oficial no Estado de Qi |                                                                                             |
| 316 a.C | Rei Shenjing    | Morte de Sun Pin |                                                                                             |
| 314 a.C | Rei Nan         | |                                                                                             |
| 310 a.C | Rei Nan         | Nascimento de Xunzi |                                                                                             |
| 307 a.C | Rei Nan         | Imitando os exércitos nômades do norte, o Rei Wuling de Zhao reforma a força militar do Estado de Zhao, adotando patentes formais de cavalaria e importando o estilo nômade de calças para os soldados. |                                                                                             |
| 305 a.C | Rei Nan         | Nascimento de Zou Yan, cuja escola de pensamento iria, pela primeira vez, combinar sistematicamente as duas teorias pré-modernas do Yin-yang e dos Cinco Elementos. |                                                                                             |
| 300 a.C | Rei Nan         | Erya, o mais antigo dicionário chinês conhecido |                                                                                             |
| 293 a.C | Rei Nan         | Batalha de Yique |                                                                                             |
| 278 a.C | Rei Nan         | Qu Yuan escreve o poema Lamento por Ying e comete suicídio após a queda de Ying, a capital do Estado de Qin. |                                                                                             |
| 260 a.C | Rei Nan         | Batalha de Changping |                                                                                             |
| 256 a.C | Rei Nan         | Morte do Rei Nan. | Sistema de Irrigação de Dujiangyan                                                          |
| 250 a.C | Rei Hui         | A arma Cho-ko-nu é representada em desenhos do Estado de Chu. |                                                                                             |
| 246 a.C |                 | O Canal de Zhengguo é terminado por Zheng Guo, do Estado de Qin. |                                                                                             |

## China Imperial

### Dinastia Qin
| Data    | Imperador                    | Eventos | Outras pessoas/eventos |
| 361 a.C | Duque Xiao                   | | |
| 356 a.C | Duque Xiao                   | Shang Yang inicia um movimento de reforma do Estado de Qin, que é descrito no Livro do Lorde Shang. | |
| 338 a.C | Rei Huiwen                   | Shang Yang é executado. Os governantes do Estado de Qin começam a adotar o título de "Rei" no lugar de "Duque". | |
| 316 a.C | Rei Huiwen                   | Os Estados de Shu e Ba são conquistados pelo Estado de Qin | |
| 311 a.C | Rei Wu                       | | |
| 306 a.C | Rei Zhaoxiang                | | |
| 293 a.C | Rei Zhaoxiang                | Batalha de Yique | |
| 255 a.C | Rei Zhaoxiang                | Início dos Sete Estados em Guerra | |
| 250 a.C | Rei Xiaowen                  | Início dos Sete Estados em Guerra | |
| 249 a.C | Rei Zhuangxiang              | | |
| 246 a.C | Ying Zheng (como Rei de Qin) | Ying Zheng se torna rei de Qin | |
| 230 a.C | Ying Zheng (como Rei de Qin) | Início da guerra para unificação de Qin. O Estado de Han é conquistado pelo Estado de Qin | |
| 227 a.C | Ying Zheng (como Rei de Qin) | Jing Ke fracassa na tentativa de assassinar Ying Zheng. | |
| 223 a.C | Ying Zheng (como Rei de Qin) | O Estado de Chu é conquistado pelo Estado de Qin | |
| 222 a.C | Ying Zheng (como Rei de Qin) | Os Estados de Yan e de Zhao são conquistados pelo Estado de Qin. | |
| 221 a.C | Primeiro Imperador de Qin    | O Estado de Qin unifica a China sob a Dinastia Qin, com um poderoso governo central. Ying Zheng se proclama "Qin Shi Huang" (que significa "Primeiro Imperador de Qin"). | Selo Imperial da China |
| 220 a.C | Primeiro Imperador de Qin    | Início da construção da Grande Muralha da China | O chanceler Lǐ Sī padroniza o sistema de escrita com caracteres Xiaozhuan. |
| 214 a.C | Primeiro Imperador de Qin    | O Canal Lingqu, mais antigo canal para contorno (segue uma curva de nível) do mundo, é arquitetado por Shi Lu | |
| 213 a.C | Primeiro Imperador de Qin    | Início da política de Queima de livros e enterro de eruditos | |
| 210 a.C | Primeiro Imperador de Qin    | Enterro do Exército de terracota, figurando mais de 8,000 estátuas de terracota e o mais antigo guarda-chuva chinês conhecido. | |
| 209 a.C | Segundo Imperador de Qin     | O Capitão Modu Chanyu estabelece o Império Xiongnu na estepe do norte. | Os oficiais militares Chen Sheng e Wu Guang se rebelam contra a Dinastia Qin após temerem a execução, devido ao atraso na chegada a um posto com novos recrutas. A pequena rebelião inicia uma gradual, porém grande e descoordenada revolta contra a autoridade Qin em várias frentes. |
| 208 a.C | Segundo Imperador de Qin     | O chefe eunuco Zhao Gao faz com que o chanceler Lǐ Sī seja executado, desestabilizando Qin, enquanto as rebeliões de Xiang Yu e outras se alastram. | O exército de Qin, liderado pelo general Zhang Han, derrota a força rebelde de Chen Sheng e Wu Guang. |
| 207 a.C | Ziying                       | Batalha de Julu. As forças rebeldes de Liu Bang entram em Guanzhong, o coração de Qin. O último governante de Qin, Ziying, assassina Zhao Gao e se rende a Liu Bang. | O Estado de Nanyue é estabelecido no atual Vietnã pelo general de Qin Zhao Tuo. |
| 206 a.C |                              | No primeiro mês de 206 a.C, após Liu Bang ocupar Xianyang (a capital de Qin), as forças rebeldes de Xiang Yu chegam à cidade e a saqueiam, destruindo com fogo o Palácio de Epang e matando Ziying e membros da família real de Qin. Embora Ziying já houvesse se rendido a Liu Bang no último mês de 207 a.C, esse é visto pelos historiadores como o evento final da Dinastia Qin. | |

### Dinastia Han Ocidental
| Data    | Imperador           | Eventos | Outras pessoas/eventos |
| 206 a.C |                     | Início da contenção Chu-Han, uma guerra civil entre as forças de Liu Bang e Xiang Yu, após a queda de Qin. | Banquete de Hong Gate |
| 205 a.C | Batalha de Jingxing | | |
| 202 a.C | Imperador Gaozu     | Batalha de Gaixia | |
| 200 a.C | Imperador Gaozu     | Batalha de Baideng | Durante o século II a.C., a semeadeira com perfuradores múltiplos foi inventada, aumentando a eficiência agrícola, já que permite com que as sementes sejam plantadas em linha. |
| 193 a.C | Imperador Gaozu     | Morte de Xiao He, o primeiro chanceler da Dinastia Han | |
| 195 a.C | Imperador Gaozu     | | |
| 190 a.C | Imperador Hui       | Changan se torna o extremo final da Rota da Seda, que leva à Europa | |
| 189 a.C | Imperador Hui       | Morte de Zhang Liang, um importante conselheiro do Imperador Gaozu. | |
| 180 a.C | Imperador Wen       | Reinado de Wen e Jing | Desordens do Clã Lü |
| 168 a.C | Imperador Wen       | Os Textos em Seda de Mawangdui são enterrados nos mausoléus de Mawangdui, contendo algumas das mais antigas versões do I Ching. | |
| 157 a.C | Imperador Jing      | | |
| 141 a.C | Imperador Wu        | | |
| 140 a.C | Imperador Wu        | Persuadido pelos ensaios de Dong Zhongshu em uma competição literária, o Imperador Wu, ou seu conselheiro Wei Wan, adotam o Confucionismo na côrte. | |
| 139 a.C | Imperador Wu        | Sob o patrocínio do Príncipe Liu An, os eruditos conhecidos como os Oito Imortais de Huainan publicam Huainanzi, um texto filosófico que também abordou temas de estratégia militar, geografia e cartografia. | |
| 133 a.C | Imperador Wu        | Guerra Xiongnu-Chinesa | Batalha de Mayi |
| 130 a.C | Imperador Wu        | Relações entre Império Romano e China | |
| 125 a.C | Imperador Wu        | Zhang Qian retorna à China para relatar suas viagens pelos reinos de Dayuan (Fergana), Kangju (Sogdiana), Daxia (Reino Greco-Bactriano), Shendu (Reino Indo-Grego), Anxi (Partos), e Taozhi (Mesopotâmia). | |
| 119 a.C | Imperador Wu        | Batalha de Mobei | |
| 108 a.C | Imperador Wu        | Batalha de Loulan | Wiman Joseon, na Coreia, cai sob as forças de Han. |
| 102 a.C | Imperador Wu        | As forças do Imperador Wu cercam Kokand, no Vale de Fergana | |
| 100 a.C | Imperador Wu        | Aço na China. | |
| 94 a.C  | Imperador Zhao      | | |
| 91 a.C  | Imperador Zhao      | Sima Qian finaliza os Registros do Historiador, um trabalho pioneiro na historiografia chinesa. | |
| 86 a.C  | Imperador Zhao      | Morte de Jin Midi, um oficial da etnia Xiongnu que se tronou regente da Dinastia Han durante o início do reinado do Imperador Zhao. | |
| 74 a.C  | Imperador Xuan      | | |
| 67 a.C  | Imperador Xuan      | Batalha de Jushi | |
| 60 a.C  | Imperador Xuan      | Estabelecido o Protetorado das Regiões Ocidentais. | |
| 48 a.C  | Imperador Yuan      | A Consorte Ban, uma poetisa, nasce por volta desse ano. | |
| 40 a.C  | Imperador Yuan      | O dicionário Ji Jiu Pian registra o primeiro martelo de forja operado por pedal, enquanto que o livro posterior Xinlun, de Huan Tan, descreve o primeiro malho movido a força hidráulica, que teria sido operado por uma roda de água. | |
| 37 a.C  | Imperador Yuan      | Morte de Jing Fang, o primeiro a perceber que, na teoria musical, 53 quintas se aproximam de 31 oitavas. Como Zhang Heng, ele também propôs a teoria de influência da irradiação, que afirmava que a luz da lua era somente o reflexo da luz do sol. | |
| 36 a.C  | Imperador Yuan      | Batalha de Zhizhi | |
| 30 a.C  | Imperador Yuan      | Primeira menção de um carrinho de mão na história. | |
| 18 a.C  | Imperador Yuan      | Biografias de mulheres exemplares, um livro sobre mulheres exemplares na história chinesa, é compilado pelo erudito Liu Xiang. | |
| 32 a.C  | Imperador Cheng     | | |
| 6 a.C   | Imperador Ai        | | |
| 1 a.C   | Imperador Ping      | | |
| 1       | Imperador Ping      | Entre esse ano e o final do século, é feita a primeira representação chinesa de um leme de popa para guiar navios, em um modelo de junco encontrado num túmulo. | |
| 2       | Imperador Ping      | O censo do governo Han conta 59 milhões de habitantes no Império. | |
| 3       | Imperador Ping      | O Imperador Ping estabelece um sistema de ensino nacional nos níveis central, das prefeituras, e dos condados. | |
| 6       | Imperador Ruzi      | | |
| 8       | Imperador Ruzi      | Liu Xin finaliza seu Catálogo de Estrelas, com 1080 estrelas. Além disso, fixa a duração do ano em 365.25016 dias (11 minutos mais longo que o ano moderno) por meio do cálculo do mês sinódico (29 43/81 dias de duração), com um total de 235 meses sinódicos formando 19 anos. Ele também realizou a primeira tentativa chinesa para uma determinação mais acurada do valor de pi em 3,154, uma vez que seus precedentes simplesmente o arredondavam para 3. Zhang Heng e Liu Hui mais tarde melhorariam os cálculos de Liu nos séculos II e III, respectivamente. | |

### Dinastia Xin
| Data | Imperador | Eventos | Outras pessoas/eventos |  |
| 9    | Wang Mang | O Imperador Ruzi é destituído; Wang Mang dá início à breve Dinastia Xin                                         | Wang Mang introduz o sistema de distribuição de terras e produção agrícola. |  |
| 10   | Wang Mang | Wang Mang introduz um imposto de renda de 10% para profissionais e trabalhadores qualificados.                  | Wang Mang torna ilegal o uso privado de bestas. Apesar disso, Liu Xiu (mais tarde, Imperador Guangwu de Han) compra-as no mercado negro para auxiliar na rebelião de seu irmão Liu Yan e do líder Li Tong no início do inverno de 22. |  |
| 12   | Wang Mang | Com as pressão dos aristocratas, Wang é forçado a abrir mão de seu sistema de distribuição de terras.           | |  |
| 17   | Wang Mang | Wang Mang impõe monopólio do governo sobre bebidas, sal, ferro, produção de moedas, produção silvícola e pesca. | Mãe Lü dá início a uma rebelião contra os magistrados do condado na província de Shandong. |  |
| 18   | Wang Mang | Morte de Yang Xiong, poeta taoísta e autor do primeiro dicionário de dialeto chinês, o Fangyan.                 | |  |
| 23   | Wang Mang | Batalha de Kunyang                                                                                              | Ataque ao Palácio de Weiyang, Wang Mang é morto e o Imperador Gengshi restaura a Dinastia Han. |  |

### Dinastia Han Oriental
| Data | Imperador         | Eventos | Outras pessoas/eventos |
| 23   | Imperador Gengshi | | |
| 25   | Imperador Guangwu | | |
| 27   | Imperador Guangwu | Rebeldes de Chimei se rendem a autoridade Han após derrota | |
| 31   | Imperador Guangwu | O Prefeito Du Shi inventa o fole de ferreiro movido por roda de água para ser empregado no alto forno na fabricação de ferro fundido. | |
| 33   | Imperador Guangwu | Rebelião de Gongsun Shu; Gongsun bloqueia Rio Yangtzé com uma ponte flutuante fortificada, mas suas defesas cedem quando o general de Han Cen Peng emprega navios para atacar a marinha rebelde de Gongsun | |
| 43   | Imperador Guangwu | Segunda dominação chinesa do Vietnã | |
| 52   | Imperador Guangwu | É escrito o Yuejue Shu, primeiro gazetteer conhecido da China. | |
| 57   | Imperador Guangwu | Relações Nipo-Chinesas | |
| 58   | Imperador Guangwu | Morte do chanceler Deng Yu. | |
| 65   | Imperador Guangwu | Liu Ying, filho do Imperador Guangwu, patrocina o budismo. | |
| 68   | Imperador Guangwu | O Templo do Cavalo Branco, primeiro templo budista da China, é fundado. | |
| 73   | Imperador Guangwu | Batalha de Yiwulu | |
| 83   | Imperador Guangwu | Wang Chong teoriza acertadamente acerca do ciclo hidrológico na natureza. Ele é também o primeiro historiador chinês a mencionar o uso da bomba de cadeia. | |
| 87   | Imperador Guangwu | Yuan An, um defensor de alianças políticas por meio de casamento com os Xiongnu, é promovido à posição de Ministro das Massas. | |
| 88   | Imperador He      | | |
| 89   | Imperador He      | Batalha de Ikh Bayan | |
| 97   | Imperador He      | Ban Chao manda o enviado Gan Ying para a periferia do Império Romano. | |
| 100  | Imperador He      | O dicionário Shuowen Jiezi é finalizado por Xu Shen. | |
| 105  | Imperador He      | Cai Lun inventa o processo de fabricação do papel | Guerras entre Han e Koguryo                                                                                                |
| 106  | Imperador Shang   | | |
| 111  | Imperador Shang   | Ban Zhao termina o Livro de Han, iniciado por seu pai, Ban Biao, e continuado por seu irmão mais velho Ban Gu. | |
| 120  | Imperador Shang   | Zhang Heng finaliza seu Catálogo de Estrelas, documentando 2,500 astros de mais de 100 constelações, escreve uma nova fórmula para pi, corrige os erros calendário chinês, fundamentou o conceito de uma lua esférica que reflete luz e notou que o eclipse lunar occurria quando a Terra obstruia a luz do sol em direção à lua, enquanto que o eclipse solar ocorria quando a lua obstruia a luz solar em direção à Terra. | |
| 125  | Imperador Shang   | Zhang Heng inventa a primeira esfera armilar movida a força hidráulica, dando potência motora por meio de uma roda de água e incorporando uma clepsidra, a qual ele mais tarde melhorou ao adicionar um tanque de compensação entre a reserva de água e o recipiente de influxo. | A mais antiga representação chinesa conhecida de um odômetro mecânico é desenhada em um mural do Mausoléu de Xiaotangshan. |
| 132  | Imperador Shang   | Zhang Heng inventa um sismógrafo que, em conjunto com um pêndulo e um mecanismo complexo de engrenagens e manivelas, é capaz de discenir os pontos cardeais dos terremotos por meio da queda de bolas de bronze dentro da boca de um sapo forjado que indica a direção. | Nascimento de Cai Yong, um matemático, astrônomo, músico e calígrafo.                                                      |
| 142  | Imperador Shun    | O Parentesco dos Três | |
| 147  | Imperador Shun    | Nascimento de Lokaksema, um monge iuechi dos Cuchana que traduziu os textos budistas do maaiana para o chinês. | |
| 148  | Imperador Shun    | An Shigao, um príncipe persa de Partos, chega à China nesse ano, para traduzir os textos budistas do teravada e do maaiana para o chinês. | |
| 166  | Imperador Shun    | A Embaixada Romana chega à China. | O Desastre das Proibições dos Partidários                                                                                  |
| 168  | Imperador Ling    | | |
| 177  | Imperador Ling    | Nascimento de Cai Wenji, poetisa de compositora. | |
| 179  | Imperador Ling    | Mais antiga referência conhecida à obra Os Nove Capítulos sobre a Arte Matemática | |
| 180  | Imperador Ling    | Ding Huan inventa o primeiro Ventilador com motor rotativo manual, que é mais tarde registrado no Livro de Han Posterior como sendo capaz de fazer os cômodos ficarem frios o suficiente para as pessoas tremerem no verão. Durante a Dinastia Tang, força hidráulica foi empregada para acionar o ventilador inicialmente desenvolvido por Ding.                                                                            | |
| 184  | Imperador Ling    | Rebelião dos Turbantes Amarelos | Rebelião de Liangzhou |
| 185  | Imperador Ling    | Zhi Yao, um monge iuechi dos Cuchana, traduz textos budistas para o chinês. | |
| 189  | Imperador Shao    | Dong Zhuo depoe o Imperados Shao (rebaixado para Príncipe de Hongnong) \| Massacre dos eunucos]] | |
| 190  | Imperador Xian    | Campanha contra Dong Zhuo | Batalha de Xingyang |
| 191  | Imperador Xian    | Batalha de Jieqiao | Batalha de Yangcheng, Batalha de Xiangyang                                                                                 |
| 192  | Imperador Xian    | Lü Bu assassina Dong Zhuo em uma trama arquitetada pelo ministro Wang Yun. | |
| 193  | Imperador Xian    | Batalha de Fengqiu | |
| 194  | Imperador Xian    | Sun Ce conquista o território de Wu | Batalha da Província de Yan                                                                                                |
| 197  | Imperador Xian    | Batalha de Wancheng | |
| 198  | Imperador Xian    | Batalha de Xiapi | Batalha de Yijing |
| 199  | Imperador Xian    | Campanha contra Yuan Shu | |
| 200  | Imperador Xian    | Batalha de Guandu | |
| 202  | Imperador Xian    | Batalha de Bowang | |
| 204  | Imperador Xian    | Gongsun Kang, um caudilho chinês de Liaodong, estabelece a Comenda Daifang no norte da Coreia. | |
| 208  | Imperador Xian    | Batalha dos Penhascos Vermelhos | Batalha de Changban, Batalha de Xiakou, Batalha de Yiling, Batalha de Jiangling                                            |
| 211  | Imperador Xian    | Batalha de Tong Pass | |
| 213  | Imperador Xian    | Cerco de Jicheng | Batalha de Licheng |
| 214  | Imperador Xian    | Liu Bei se apossa da Província de Yi | Batalha da Passagem de Jiameng                                                                                             |
| 215  | Imperador Xian    | Batalha de Yangping | Batalha de Baxi |
| 217  | Imperador Xian    | Batalha de Hefei | Batalha de Ruxukou |
| 218  | Imperador Xian    | Batalha do Monte Dingjun | |
| 219  | Imperador Xian    | Lü Meng invade a Província Jing | Batalha do Rio Han, Batalha de Fancheng                                                                                    |
| 220  | Imperador Xian    | Cao Pi força o Imperador Xian a abdicar e se proclama Imperador de Cao Wei. | |

### Três Reinos
| Data | Imperador (Cao Wei) | Imperador (Shu Han) | Imperador (Wu Oriental) | Eventos | Outras pessoas/eventos                                                                          |
| 221  | Cao Pi              | Liu Bei             |                         | Batalha de Xiaoting |                                                                                                 |
| 222  | Cao Pi              | Liu Bei             | Sun Quan                | Batalha de Yiling |                                                                                                 |
| 225  | Cao Pi              | Liu Chan            | Sun Quan                | Campanha Sul de Zhuge Liang |                                                                                                 |
| 227  | Cao Rui             | Liu Chan            | Sun Quan                | Batalha de Xincheng |                                                                                                 |
| 228  | Cao Rui             | Liu Chan            | Sun Quan                | Zhuge Liang realiza expedições ao norte | Batalha de Tianshui, Batalha de Jieting, Batalha de Shiting, Cerco de Chencang                  |
| 232  | Cao Rui             | Liu Chan            | Sun Quan                | | Morte de Cao Zhi, famoso poeta filho de Cao Cao.                                                |
| 234  | Cao Rui             | Liu Chan            | Sun Quan                | Batalha das Planices de Wuzhang |                                                                                                 |
| 244  | Cao Fang            | Liu Chan            | Sun Quan                | Batalha de Xingshi |                                                                                                 |
| 247  | Cao Fang            | Liu Chan            | Sun Quan                | Jiang Wei faz expedições ao norte |                                                                                                 |
| 248  | Cao Fang            | Liu Chan            | Sun Quan                | | A rebelião de Triệu Thị Trinh, no Vietnã, é reprimida por Wu Oriental.                          |
| 249  | Cao Fang            | Liu Chan            | Sun Quan                | Incidente nos Túmulos de Gaoping |                                                                                                 |
| 250  | Cao Fang            | Liu Chan            | Sun Quan                | Introdução do budismo na China |                                                                                                 |
| 255  | Cao Mao             | Liu Chan            | Sun Liang               | Ma Jun inventa a Carruagem que Aponta o Sul, um mecanismo de guia direcional que atua como uma bússola. Esse dispositivo empregava um sistema de engrenagem diferencial, o mesmo utilizado nos automóveis modernos. | Batalha de Didao, Guanqiu Jian e Wen Qin dão início a uma rebelião em Shouchun                  |
| 263  | Cao Huan            | Liu Chan            | Sun Xiu                 | Wei conquista Shu | Liu Hui publica a revisão de Os Nove Capítulos sobre a Arte Matemática, com comentários de Liu. |
| 265  | Cao Huan            |                     | Sun Huan                | Sistema de nomeação civil de nove níveis |                                                                                                 |
| 280  | Imperador Wu de Jin | Imperador Wu de Jin | Sun Huan                | Jin conquista Wu |                                                                                                 |

### Dinastia Jin Ocidental
| Data | Imperador      | Eventos | Outras pessoas/eventos                                                                                  |
| 265  | Imperador Wu   | Entre esse ano e 271, o cartógrafo e geógrafo da Dinastia Jin, Pei Xiu, notou um desenvolvimento sem precedentes na cartografia chinesa, já que foi o primeiro a descrever o uso de grades de referência e escalas graduadas de medição nos mapas chineses. Entretanto, é sabido que o uso de grades e familiaridade com distâncias em escala já existiam antes disso, e estudiosos apontam para evidências que podem ter sido originalmente desenvolvidas por Zhang Heng. | |
| 271  | Imperador Wu   | | |
| 280  | Imperador Wu   | Unificação da China, Jin conquista Wu | Crônicas dos Três Reinos por Chen Shou                                                                  |
| 290  | Imperador Hui  | | |
| 291  | Imperador Hui  | Guerra dos Oito Príncipes | |
| 304  | Imperador Hui  | Dezesseis Reinos (Han Zhao, Zhao Posterior, Cheng Han, Liang Anterior, Liang Posterior, Liang do Norte, Liang Ocidental, Liang do Sul, Yan Anterior, Yan Posterior, Yan do Norte, Yan do Sul, Qin Anterior, Qin Posterior, Qin Ocidental e Xia) | |
| 306  | Imperador Hui  | Dezesseis Reinos (Han Zhao, Zhao Posterior, Cheng Han, Liang Anterior, Liang Posterior, Liang do Norte, Liang Ocidental, Liang do Sul, Yan Anterior, Yan Posterior, Yan do Norte, Yan do Sul, Qin Anterior, Qin Posterior, Qin Ocidental e Xia) | |
| 307  | Imperador Huai | Dezesseis Reinos (Han Zhao, Zhao Posterior, Cheng Han, Liang Anterior, Liang Posterior, Liang do Norte, Liang Ocidental, Liang do Sul, Yan Anterior, Yan Posterior, Yan do Norte, Yan do Sul, Qin Anterior, Qin Posterior, Qin Ocidental e Xia) | |
| 311  | Imperador Min  | Dezesseis Reinos (Han Zhao, Zhao Posterior, Cheng Han, Liang Anterior, Liang Posterior, Liang do Norte, Liang Ocidental, Liang do Sul, Yan Anterior, Yan Posterior, Yan do Norte, Yan do Sul, Qin Anterior, Qin Posterior, Qin Ocidental e Xia) | O Imperador Huai é capturado pelas forças de Han Zhao, a capital é transferida de Luoyang para Changan. |
| 313  | Imperador Min  | O Estado de Koguryo, na Manchúria e na Coreia, conquista a Comenda Lelang. | |
| 316  | Imperador Min  | Changan cai, o Imperador Min se rende a Liu Yao, um general do Estado de Xiongnu, em Han Zhao. A capital da Dinastia Jin Oriental é estabelecida em Jiankang (atual Nanjing). | |
| 318  |                | O Imperador Min é executado por Liu Cong, imperador de Han Zhao. | |

### Dinastia Jin Oriental
| Data | Imperador        | Eventos                           | Outras pessoas/eventos                                                                                          |
| 317  | Imperador Yuan   | Dezesseis Reinos e Seis Dinastias | |
| 322  | Imperador Yuan   | Dezesseis Reinos e Seis Dinastias | Primeira representação acurada de estribos (em um túmulo)                                                       |
| 323  | Imperador Ming   | Dezesseis Reinos e Seis Dinastias | |
| 324  | Imperador Ming   | Dezesseis Reinos e Seis Dinastias | Doente, o rebelde Wang Dun morre, enquanto suas forças são derrotas pelas tropas do Imperador Ming.             |
| 325  | Imperador Cheng  | Dezesseis Reinos e Seis Dinastias | |
| 328  | Imperador Cheng  | Dezesseis Reinos e Seis Dinastias | Su Jun, que gerreava contra o regente Yu Liang, é derrotado pelos generais Tao Kan e Wen Jiao.                  |
| 342  | Imperador Kang   | Dezesseis Reinos e Seis Dinastias | |
| 344  | Imperador Mu     | Dezesseis Reinos e Seis Dinastias | |
| 353  | Imperador Mu     | Dezesseis Reinos e Seis Dinastias | O calígrafo Wang Xizhi escreve Lantingji Xu em escrita semi-cursiva.                                            |
| 361  | Imperador Ai     | Dezesseis Reinos e Seis Dinastias | |
| 365  | Imperador Fei    | Dezesseis Reinos e Seis Dinastias | |
| 366  | Imperador Fei    | Dezesseis Reinos e Seis Dinastias | O pintor Gu Kaizhi se torna um oficial em Jin.                                                                  |
| 369  | Imperador Fei    | Dezesseis Reinos e Seis Dinastias | O general de Jin, Huan Wen, é derrotado por Murong Chui, um general da etnia Xianbei do Estado de Yan Anterior. |
| 372  | Imperador Xiaowu | Dezesseis Reinos e Seis Dinastias | |
| 383  | Imperador Xiaowu | Dezesseis Reinos e Seis Dinastias | Batalha do Rio Fei                                                                                              |
| 396  | Imperador An     | Dezesseis Reinos e Seis Dinastias | |
| 399  | Imperador An     | Dezesseis Reinos e Seis Dinastias | Fa Xian navega para o Sri Lanka e a Índia em busca de textos budistas.                                          |
| 405  | Imperador An     | Dezesseis Reinos e Seis Dinastias | O poeta Tao Yuanming isola-se em retiro, que dura os 22 anos subsequentes, até sua morte.                       |
| 419  | Imperador Gong   | Dezesseis Reinos e Seis Dinastias | |
| 420  | Imperador Gong   | Dezesseis Reinos e Seis Dinastias | O regente Liu Yu se apodera do trono do Imperador Gong, dando início à Dinastia Liu Song.                       |

### Dinastias do Sul e do Norte
| Data | Imperador | Eventos | Outras pessoas/eventos |
| 386  | |         |                        |
| 404  | Huiyuan, fundador do Budismo Terra Pura, escreve o livro Sobre o Por Que Monges não se Curvam Diante de Reis, no qual argumenta que o clero budista deveria ficar distante da política, mas que os budistas leigos fazem bons indivíduos, devido à crença no carma. |         |                        |
| 439  | |         |                        |
| 475  | Bodhidharma chega na China |         |                        |
| 477  | Data da mais antiga pintura retratando um arreio, em um mural nas Grutas de Mogao em Dunhuang, Wei do Norte. |         |                        |
| 485  | Após o sistema de "distribuição de terra em poços" haver caído em desuso, o Imperador Xiaowen de Wei do Norte introduz o "sistema de distribuição igualitária de terra".                                                                                            |         |                        |
| 496  | Mudança dos nomes de Xianbei para nomes de Han |         |                        |
| 501  | Cui Hong começa a compilar o Shiliuguo Chunqiu |         |                        |
| 523  | É construído o Pagode de Songyue, o mais antigo pagode de tijolos conhecido na China, após uma tradição de construção em madeira. Ainda existe, tendo uma altura de 40 m.                                                                                           |         |                        |
| 543  | Gu Yewang finaliza o dicionário chinês Yupian. |         |                        |
| 581  | O Imperador Jing de Zhou do Norte é forçado a deixar o trono por seu regente Yang Jian, que assume o poder como Imperador Wen de Sui, dando início à Dinastia Sui.                                                                                                  |         |                        |

### Dinastia Sui
| Data | Imperador      | Eventos | Outras pessoas/eventos |
| 581  | Imperador Wen  | | |
| 582  | Imperador Wen  | Início da compilação do dicionário Jingdian Shiwen. | |
| 589  | Imperador Wen  | Yan Zhitui faz a primeira referência ao papel higiênico na história. | |
| 598  | Imperador Wen  | Início das guerras Goguryeo–Sui na atual Coreia do Norte. | |
| 600  | Imperador Wen  | Primeira das Missões Japonesas à China Imperial. | |
| 601  | Imperador Wen  | Lu Fayan publica o dicionário de rima Qieyun. | |
| 602  | Imperador Wen  | Terceira dominação chinesa no Vietnã | |
| 604  | Imperador Yang | | |
| 605  | Imperador Yang | São instituídos os exames imperiais, dando início a uma longa tradição burocrática de oficiais eruditos na China. | É finalizada a ponte de Zhaozhou. |
| 607  | Imperador Yang | O emissário japonês Ono no Imoko chega à China. | |
| 609  | Imperador Yang | O Grande Canal da China é completado. | |
| 610  | Imperador Yang | Os engenheiros Geng Xun e Yuwen Kai aperfeiçoam o modelo de relógio clepsidra, adicionando uma balança romana que permitia ajuste sazonal na pressão do tanque de compensação e permitia o controle da taxa de fluxo para diferentes durações de dia e noite. | O Imperador Yang coopera com um grande esforço para que todas as comendas da China enviem gazetteers descrevendo suas áreas locais e fornecendo mapas para o governo central, num esforço para manter o controle e fornecer melhor segurança. |
| 611  | Imperador Yang | Fim da construção do Pagode de Quatro Portões. | |
| 612  | Imperador Yang | Batalha de Salsu | |
| 617  | Imperador Yang | Após capturar Changan, o rebelde Li Yuan rebaixa o Imperador Yang para o status de Taishang Huang (imperador reformado). | |

### Dinastia Tang
| Data | Imperador           | Eventos | Outras pessoas/eventos                                                                   |
| 618  | Imperador Gaozu     | Transição de Sui para Tang |                                                                                          |
| 621  | Imperador Gaozu     | Batalha de Hulao |                                                                                          |
| 624  | Imperador Gaozu     | A enciclopédia Yiwen Leiju é finalizada por Ouyang Xun. |                                                                                          |
| 626  | Imperador Taizong   | Campanha do Imperador Taizong contra Tujue Oriental | Incidente no Portão de Xuanwu                                                            |
| 635  | Imperador Taizong   | Primeiros missionários cristãos chegam à China. (Monges nestorianos da Ásia Menor e da Pérsia. Construção do Pagode Daqin. Alopen, um bispo persa da Igreja Assíria do Oriente escreve os Sutras de Jesus. | Campnha do Imperador Taizong contra Tuyuhun. É publicado o Livro de Liang.               |
| 636  | Imperador Taizong   | O Pagode Xumi é completado. | Compilações das obras Livro de Chen, Livro de Qi do Norte, Livro de Zhou e Livro de Sui. |
| 638  | Imperador Taizong   | Campanha do Imperador Taizong contra Tufan |                                                                                          |
| 639  | Imperador Taizong   | Campanha do Imperador Taizong contra Xueyantuo |                                                                                          |
| 640  | Imperador Taizong   | Protetorado Geral para Pacificar o Oeste | Campanha do Imperador Taizong contra os estados de Xiyu                                  |
| 643  | Imperador Taizong   | O Imperador Taizong commissiona o artista Yan Liben na pintura do retrato de 24 diferentes imperadores e 18 eruditos notáveis para os Retratos do Pavilhão Lingyan. |                                                                                          |
| 644  | Imperador Taizong   | Campanha do Imperador Taizong contra Goguryeo, Tang se alia ao Silla coreano durante as guerras entre Goguryeo e Tang |                                                                                          |
| 646  | Imperador Taizong   | Os Grandes Registros de Tang das Regiões Ocidentais é compilado por Bianji, documentando as viagens do monge budista Xuanzang através do Deserto de Gobi, Kucha, Tashkent, Samarcanda, Gandara, e finalmente à Índia, onde ele estudou em Nalanda. |                                                                                          |
| 647  | Imperador Taizong   | Protetorado Geral para Pacificar o Norte |                                                                                          |
| 648  | Imperador Taizong   | O Livro de Jin é compilado. |                                                                                          |
| 649  | Imperador Gaozong   | Data estimada das Quatro Artes dos Erudito Chineses |                                                                                          |
| 650  | Imperador Gaozong   | Nesse ano os Registros da Dinastia Tang descrevem a visita de Sa`d ibn Abi Waqqas, um dos sahaba, à China. Esse evento é considerado o nascimento do islamismo na China. |                                                                                          |
| 657  | Imperador Gaozong   | O Imperador Gaozong comissiona a compilação de uma grande materia medica documentando o uso de 833 medicamentos. |                                                                                          |
| 659  | Imperador Gaozong   | Compilações das obras História das Dinastias do Sul e História das Dinastias do Norte são finalizadas. |                                                                                          |
| 663  | Imperador Gaozong   | Batalha de Baekgang, as forças Silla-Tang derrotam a marinha Japonesa-Baekje. |                                                                                          |
| 666  | Imperador Gaozong   | Dois monges budistas chineses, Zhi Yu e Zhi You, constroem uma Carruagem que Aponta o Sul mecânica para o Imperador japonês Tenji. |                                                                                          |
| 668  | Imperador Gaozong   | Protetorado Geral para Pacificar o Leste |                                                                                          |
| 684  | Wu Zetian           | O Mausoléu Qianling é finalizado. | Morte do poeta Luo Binwang.                                                              |
| 699  | Wu Zetian           | As tropas chinesas retomam as Quatro Guarnissões de Anxi dos tibetanos. |                                                                                          |
| 700  | Wu Zetian           | Data aproximada da criação da tabela astronômica Mapa de Dunhuang. |                                                                                          |
| 704  | Wu Zetian           | Reconstrução do Pagode do Grande Ganso Selvagem. |                                                                                          |
| 709  | Imperador Zhongzong | O Pagode do Pequeno Ganso Selvagem é finalizado. |                                                                                          |
| 710  | Imperador Ruizong   | O Shitong, uma história da historiografia chinesa até o final do século VIII, é compilado por Liu Zhiji. | Morte de Shangguan Wan'er, escritora, oficial do governo e concubina.                    |
| 712  | Imperador Xuanzong  | O Jardim das Pêras, uma Academia de Música que treinava trupes de teatro. |                                                                                          |
| 713  | Imperador Xuanzong  | Jornal de Kaiyuan |                                                                                          |
| 725  | Imperador Xuanzong  | Yi Xing inventa um globo celestial movido a água dotado de um mecanismo de escape e um relógio que bate as horas. |                                                                                          |
| 729  | Imperador Xuanzong  | Gautama Siddha finaliza a compilação do Tratado de Astrologia da Era Kaiyuan. |                                                                                          |
| 740  | Imperador Xuanzong  | Nesse ano, morrem o pintor Wu Daozi e o poeta Meng Haoran. |                                                                                          |
| 744  | Imperador Xuanzong  | Os poetas Du Fu e Li Bai se encontram pela primeira vez. |                                                                                          |
| 751  | Imperador Xuanzong  | Batalha de Talas; essa batalha marca o início da transmissão para o oeste do antigo processo chinês de fabricação de papel. |                                                                                          |
| 755  | Imperador Xuanzong  | Rebelião de An Lushuan | Morte do pintor Zhang Xuan.                                                              |
| 756  | Imperador Suzong    | Batalha de Yongqiu |                                                                                          |
| 758  | Imperador Suzong    | Piratas árabes e persas saqueiam e incendeiam o porto do Cantão, fazendo com que os oficiais chineses fechem o porto por cinco décadas. Enquanto isso, os navios estrangeiros vindos do Oceano Índico foram direcionados, em sua maioria, para Hanói, no Vietnã, então controlado pela China. |                                                                                          |
| 757  | Imperador Suzong    | Batalha de Suiyang |                                                                                          |
| 760  | Imperador Suzong    | Data estimada mais antiga do Clássico do Chá, por Lu Yu. |                                                                                          |
| 761  | Imperador Suzong    | Morte de Wang Wei, um pintor, músico, poeta, erudito e oficial. |                                                                                          |
| 762  | Imperador Daizong   | O Jingxingji é escrito por Du Huan, descrevendo vários países estrangeiros importantes, incluindo o Califado de Abássidas e o Império Bizantino. |                                                                                          |
| 763  | Imperador Daizong   | Shi Siming é morto por seu filho. A Rebelião de An Lushuan termina. |                                                                                          |
| 781  | Imperador Dezong    | É composta a Pedra Nestoriana. |                                                                                          |
| 783  | Imperador Dezong    | Morte do famoso pintor Han Gan. |                                                                                          |
| 785  | Imperador Dezong    | O oficial Jia Dan inicia um trabalho monumental de cartografia e geografia. Nesse trabalho, ele descreve diversos lugares estrangeiros, incluindo os atuais Japão, Coreia, Índia, Sri Lanca, Península Árabe, o Rio Eufrates e Bagdá (no atual Iraque), e faróis de minaretes no Golfo Pérsico que foram mais tarde descritos por Almaçudi e Mocadaci.                                                                                                  |                                                                                          |
| 794  | Imperador Dezong    | O Príncipe Li Gao promove a construção dos primeiros barcos com rodas de pás chineses. |                                                                                          |
| 798  | Imperador Dezong    | O Exército da Estratégia Divina, composto por oficiais eunucos, chega a 240 mil tropas, em grande parte devido à Comissão do Sal. |                                                                                          |
| 799  | Imperador Dezong    | Nesse ano, o comércio lucrativo da Comissão do Sal, um monopólio governamental, é responsável por metade da renda do governo. |                                                                                          |
| 801  | Imperador Dezong    | Compilação da história Tongdian e da enciclopédia, por Du You. |                                                                                          |
| 806  | Imperador Xianzong  | Com um corpo militar renovado, o Imperador Xianzong inicia uma série de sete grandes campanhas militares nas quais ele domina todas as províncias rebeldes remanescentes, com exceção de duas. |                                                                                          |
| 824  | Imperador Jingzong  | Morte de Han Yu, um ensaísta e poeta que foi um dos primeiros proponentes do Movimento de Prosa Clássica, e cujos trabalhos são considerados fundações para o posterior Neo-Confucionismo. Ele também foi um precursor como polemicista advogando contra o Budismo. |                                                                                          |
| 831  | Imperador Wenzong   | A Uigur turco processa o filho de um grande general Tang que havia falhado em pagar um débito de 11 milhões de moedas de cobre. O Imperador Wenzong, ao saber da notícia, fica tão contrariado que não só bane o general como também tenta banir todo o comércio entre chineses e estrangeiros, com exceção da troca em gado. Esse banimento é mal sucedido e o comércio com estrangeiros continua, especialmente em questões marítimas no estrangeiro. |                                                                                          |
| 843  | Imperador Wuzong    | Em Changan, um grande incêndio consome 4 mil lares, armazéns e outras construções no Mercado Oriental. Ainda assim, o resto da cidade permanece a uma distância segura das chamas (bastante isoladas no centro-leste de Changan, devido à grande largura das vias da cidade). |                                                                                          |
| 845  | Imperador Wuzong    | A Grande Perseguição Anti-Budista |                                                                                          |
| 846  | Imperador Xuānzong  | Morte de Bai Juyi, um poeta que escreveu mais de 2.800 poemas durante sua vida. |                                                                                          |
| 851  | Imperador Xuānzong  | O mercador árabe Suleiman al-Tajir visita o porto do Cantão e descreve a manufatura de porcelana chinesa, consumo de chá, tea consumption, os celeiros e a mesquita islâmica da cidade. Ele nota que os chineses usam papel higiênico ao invés de se lavarem com água. |                                                                                          |
| 852  | Imperador Xuānzong  | Morte de Du Mu, um poeta famoso renomado por seu estilo vívido e realista. |                                                                                          |
| 853  | Imperador Xuānzong  | Duan Chengshi publica shes his Pedaços Diversos de Youyang. |                                                                                          |
| 858  | Imperador Xuānzong  | Uma grande enchente no Grande Canal e na planície do norte da China mata dezenas de milhares de pessoas. |                                                                                          |
| 863  | Imperador Yizong    | Duan Chengshi descreve o comércio de escravos, de marfim e de âmbar cinza em Berbera, na Somália e na África Oriental. |                                                                                          |
| 868  | Imperador Yizong    | Impressão xilográfica do Sutra do Diamante |                                                                                          |
| 874  | Imperador Xizong    | Rebelião de Huang Chao |                                                                                          |
| 879  | Imperador Xizong    | Huang Chao queima e saqueia o porto internacional do Cantão, matando milhares de chineses nativos e mercadores estrangeiros de todo o continente asiático. |                                                                                          |
| 884  | Imperador Xizong    | A Rebelião de Huang Chao é esmagada pelas tropas de Tang. |                                                                                          |
| 907  | Imperador Ai        | Zhu Wen depõe a Dinastia Tang e dá início à Dinastia Liang Posterior | Dez mil anos (est.)                                                                      |

### Período das Cinco Dinastias e Dez Reinos
| Data | 5 Dinastias              | 10 Reinos                                                                               | Eventos                                                                                   |
| 907  | Dinastia Liang Posterior | Wu Wuyue Min Chu Han do Sul Shu Anterior Shu Posterior Jingnan Tang do Sul Han do Norte |                                                                                           |
| 917  | Dinastia Liang Posterior | Wu Wuyue Min Chu Han do Sul Shu Anterior Shu Posterior Jingnan Tang do Sul Han do Norte | A mais antiga representação chinesa conhecida do fogo grego.                              |
| 919  | Dinastia Liang Posterior | Wu Wuyue Min Chu Han do Sul Shu Anterior Shu Posterior Jingnan Tang do Sul Han do Norte | A mais antiga representação chinesa conhecida do lança-chamas.                            |
| 923  | Dinastia Tang Posterior  | Wu Wuyue Min Chu Han do Sul Shu Anterior Shu Posterior Jingnan Tang do Sul Han do Norte |                                                                                           |
| 936  | Dinastia Jin Posterior   | Wu Wuyue Min Chu Han do Sul Shu Anterior Shu Posterior Jingnan Tang do Sul Han do Norte |                                                                                           |
| 947  | Dinastia Han Posterior   | Wu Wuyue Min Chu Han do Sul Shu Anterior Shu Posterior Jingnan Tang do Sul Han do Norte |                                                                                           |
| 950  | Dinastia Han Posterior   | Wu Wuyue Min Chu Han do Sul Shu Anterior Shu Posterior Jingnan Tang do Sul Han do Norte | A mais antiga representação conhecida de uma lança de fogo e de uma granada rústica.      |
| 960  | Dinastia Han Posterior   | Wu Wuyue Min Chu Han do Sul Shu Anterior Shu Posterior Jingnan Tang do Sul Han do Norte | Por volta dessa época, Gu Hongzhong pinta o clássico Divertimentos Noturnos de Han Xizai. |
| 951  | Dinastia Zhou Posterior  | Wu Wuyue Min Chu Han do Sul Shu Anterior Shu Posterior Jingnan Tang do Sul Han do Norte |                                                                                           |
| 960  | Dinastia Zhou Posterior  | Wu Wuyue Min Chu Han do Sul Shu Anterior Shu Posterior Jingnan Tang do Sul Han do Norte |                                                                                           |
| 961  | Dinastia Zhou Posterior  | Wu Wuyue Min Chu Han do Sul Shu Anterior Shu Posterior Jingnan Tang do Sul Han do Norte | Á construída a Torre de Huqiu.                                                            |
| 979  | Dinastia Zhou Posterior  | Wu Wuyue Min Chu Han do Sul Shu Anterior Shu Posterior Jingnan Tang do Sul Han do Norte |                                                                                           |

### Dinastia Liao
| Data | Imperador           | Eventos                                                                    | Outras pessoas/eventos |
| 907  | Imperador Taizu     |                                                                            |                        |
| 926  | Imperador Taizong   |                                                                            |                        |
| 947  | Imperador Shizong   |                                                                            |                        |
| 951  | Imperador Muzong    |                                                                            |                        |
| 969  | Imperador Jingzong  |                                                                            |                        |
| 993  | Imperador Shengzong | Primeira Guerra Goryeo–Khitan, marcando o início das guerras Goryeo–Khitan |                        |
| 997  | Imperador Shengzong | O dicionário chinês Longkan Shoujian é compilado pelo monge Xingjun.       |                        |
| 1005 | Imperador Shengzong | Tratado de Shanyuan                                                        |                        |
| 1010 | Imperador Shengzong | Segunda Guerra Goryeo–Khitan                                               |                        |
| 1018 | Imperador Shengzong | Terceira Guerra Goryeo–Khitan                                              | Batalha de Gwiju       |
| 1031 | Imperador Xingzong  |                                                                            |                        |
| 1056 | Imperador Daozong   | É terminado o Pagode do Templo Fogong.                                     |                        |
| 1120 | Imperador Tianzuo   | É terminado o Pagode do Templo Tianning.                                   |                        |
| 1124 | Imperador Tianzuo   | Kanato de Kara-Khitan                                                      |                        |
| 1125 | Imperador Tianzuo   | Conquista de Liao por Sung e Jin.                                          |                        |

### Dinastia Sung do Norte
| Data | Imperador          | Eventos | Outras pessoas/eventos |
| 960  | Imperador Taizu    | Motim de Chenqiao | No Wuli Xiaoshi (1630), Fang Yizhi afirma que nesse ano Sung Taizu foi presentado com flechas de fogo impegnadas com pólvora. Os Cem Nomes de Família (est.)                                            |
| 971  | Imperador Taizu    | As tropas Sung derrotam os elefantes de guerra de Han do Sul. | |
| 974  | Imperador Taizu    | As tropas Sung constroem e defendem uma ponte flutuante no Rio Yangtzé, de forma a assegurar linhas de abastecimento durante as lutas contra as forças de Tang do Sul. | |
| 976  | Imperador Taizong  | É fundada a Academia de Yuelu. | |
| 977  | Imperador Taizong  | Construção do Pagode de Longhua. | |
| 978  | Imperador Taizong  | Os Registros Extensos da Era Taiping são finalizados. Esse é o primeiro dos Quatro Grandes Livros de Sung. | |
| 981  | Imperador Taizong  | Batalha de Bạch Đằng | |
| 983  | Imperador Taizong  | É finalizada a obra Leituras Imperiais da Era Taiping. | |
| 984  | Imperador Taizong  | A eclusa de canal é inventada por Qiao Weiyo | |
| 986  | Imperador Taizong  | A obra Melhores Buquês do Jardim da Literatura é finalizada. | |
| 990  | Imperador Taizong  | O famoso pintor Fan Kuan nasce por volta desse ano. | |
| 1100 | Imperador Zhenzong | Entre esse ano e o fim do século, os chineses descobriram como utilizar coque ao invés de carvão nos alto-fornos para fundir ferro, poupando milhares de acres da desflorestação. | |
| 1005 | Imperador Zhenzong | O Tratado de Shanyuan é assinado entre Liao e Sung. | |
| 1010 | Imperador Zhenzong | Após 39 ano sendo confeccionado, o enorme atlas da China comissionado pelo imperador e desenhado por uma equipe de eruditos sob Lu Duosun e Sung Zhun é finalizado, contendo 1556 capítulos, incluindo mapas das cidades, distritos, condados, circuitos (províncias) e um mapa de toda a China. | |
| 1011 | Imperador Zhenzong | O dicionário de rima Guangyun é concluído por Chen Pengnian e Qiu Yong. | |
| 1013 | Imperador Zhenzong | A enciclopédia Primeira Tartaruga do Escritório de Registro é finalizada. | |
| 1037 | Imperador Renzong  | Ding Du publica o dicionário de rima Jiyun. | |
| 1041 | Imperador Renzong  | Bi Sheng inventa a mais antiga prensa de tipos móveis. | |
| 1043 | Imperador Renzong  | Fan Zhongyan e Ouyang Xiu introduzem as Reformas Qingli, que logo sofreriam rescisão em 1045. | |
| 1044 | Imperador Renzong  | Wujing Zongyao, o primeiro livro contendo a fórmula escrita da pólvora. O livro também descreve o lança-chamas de pistão duplo. | |
| 1045 | Imperador Renzong  | É finalizado o Pagode Lingxiao. | |
| 1049 | Imperador Renzong  | É finalizado o Pagode de Ferro. | |
| 1055 | Imperador Renzong  | É finalizado o Pagode Liaodi. | |
| 1060 | Imperador Renzong  | A compilação do Novo Livro de Tang, editada por Ouyang Xiu, é apresentada ao imperador. | |
| 1063 | Imperador Yingzong | O Pagode Pizhi é comcluído. | |
| 1068 | Imperador Shenzong | Primeiro uso do dique seco na China | |
| 1069 | Imperador Shenzong | O chanceler Wang Anshi introduz as reformas das Novas Políticas, que incluíam o sistema Baojia. Suas políticas trazem facciosismo à côrte, e mais tarde o chanceler Sima Guang lideraria os conservadores contra o partido de Wang Anshi. | |
| 1070 | Imperador Shenzong | Su Song publica o Bencao Tujing, um tratado farmacêutico interdisciplinar que incorpora informações sobre botânica, zoologia e mineralogia. | |
| 1072 | Imperador Shenzong | Guo Xi pinta Início da Primavera. | |
| 1075 | Imperador Shenzong | O diplomata Shen Kuo reivindica as fronteiras legítimas de Sung, empregando arquivos da côrte contra o blefe do Imperador Daozong de Liao. | Shen Kuo viaja para Cizhou e descreve o processo de forja de ferro fundido sob uma corrente fria, que é considerado pelos historiadores Needham e Hartwell como um predecessor do processo de Bessemer. |
| 1076 | Imperador Shenzong | Wang Anshi renuncia do cargo de chanceler. | |
| 1077 | Imperador Shenzong | Su Sung é enviado a uma missão diplomática junto à Dinastia Liao, descobre que o calendário do povo Khitan é matematicamente mais preciso que o de Sung. Mais tarde, o Imperador Zhezong patrocina a torre do relógio de Su Sung, para competir com os astrônomos de Liao. | |
| 1078 | Imperador Shenzong | De acordo com pesquisas de Robert Hartwell, nessa época a China estava produzindo uma média anual de 127.000.000 kg de ferro fundido, um aumento de seis vezes desde o ano 806, durante a dinastia Tang. | |
| 1080 | Imperador Shenzong | As forças de Sung infligem derrotas na Dinastia Xia Ocidental, Shen Kuo se dedica a defesa em Yan'an. | |
| 1081 | Imperador Shenzong | Um oficial desobedece o comando e seu exército é destruído pelos Tanguts. Apesar de haver defendido Yan'an com sucesso, Shen Kuo é culpado pelo fiasco e deposto. | Su Sung publica um trabalho de 200 volumes sobre as relações entre Liao e Sung. |
| 1084 | Imperador Shenzong | Sima Guang conclui a compilação de Zizhi Tongjian, um texto de história universal com 294 volumes, contendo 3 milhões de caracteres chineses. | Nascimento da poetisa Li Qingzhao. |
| 1085 | Imperador Zhezong  | O Grupo de Novas Políticas, uma facção política anteriorermente liderada por Wang Anshi, é destituída de poder conforme a Imperatriz viúva e regente decidem pelo jovem Imperador Zhezong se alinhar à facção política liderada por Sima Guang. | |
| 1088 | Imperador Zhezong  | Mengxi Bitan por Shen Kuo, o primeiro livro a descrever a bússola magnética. Shen também postula teorias iniciais de geomorfologia e paleoclimatologia, descreve a prensa de tipos móveis de Bi Sheng, a refração atmosférica, problemas de cálculo e trigonometria, métodos de arqueologia, e é o primeiro na China a descrever a câmera escura (após Ibn al-Haytham) e o conceito de norte verdadeiro. | |
| 1090 | Imperador Zhezong  | Primeira descrição conhecida da correia é encontrada no Livro de Sericultura de Qin Guan. | |
| 1094 | Imperador Zhezong  | [A Torre do Relógio de Su Sung é concluída em Kaifeng, dotada de um mecanismo de escape e de uma cadeia de transmissão que rotaciona uma esfera armilar, soando o intrincado relógio. | |
| 1094 | Imperador Zhezong  | A Academia Dongpo é estabelecida na ilha de Hainan, no mesmo local onde o famoso poeta e oficial Su Shi foi exilado pela facção da côrte das Novas Políticas. | |
| 1103 | Imperador Huizong  | O tratado de arquitetura Yingzao Fashi é publicado por Li Jie e promovido pelo governo de Huizong como um manual padrão para construção e edificações. | |
| 1107 | Imperador Huizong  | Morte do pintor, calígrafo e poeta Mi Fu. | |
| 1111 | Imperador Huizong  | A Academia Donglin é fundada. | |
| 1119 | Imperador Huizong  | Zhu Yu publica Conversas de Mesa de Pingzhou, confirmando a descrição de Shen Kuo da bússola magnética ao afirmar seu uso nas viagens marítimas. | |
| 1125 | Imperador Huizong  | As forças da Dinastia Sung se aliam com os rebeldes Jurchens para derrubar a Dinastia Liao dos Khitan. | |
| 1127 | Imperador Qinzong  | Incidente de Jingkang, o terço norte da China é conquistado pelos Jurchens sob a Dinastia Jin. A capital da Dinastia Sung é transferida de Kaifeng para Hangzhou. | |

### Dinastia Sung do Sul
| Data | Imperador          | Eventos | Outras pessoas/eventos |
| 1132 | Imperador Gaozong  | A primeira marinha permanente da China é estabelecida, com os quartéis navais de Sung em Dinghai. | Um incêndio destrói cerca de 13 mil lares na nova capital, Hangzhou. |
| 1135 | Imperador Gaozong  | Yue Fei derrota os rebeldes sob Yang Yao, de início emaranhando seus navios com rodas de pás em troncos apodrecidos e outros detritos flutuantes. | |
| 1141 | Imperador Gaozong  | O Tratado de Shaoxing é assinado entre Jin e Sung. | |
| 1142 | Imperador Gaozong  | Yue Fei é acusado de suposta traição pelo chanceler Qin Hui, e executado por ordem do Imperador Gaozong. | |
| 1161 | Imperador Gaozong  | Batalha de Tangdao e Batalha de Caishi, vitórias navais de Sung sobre Jin após a última tentativa de conquistar a parte sul da China. | ) dicionário de rima Yunjing é compilado por Zhang Linzhi. |
| 1162 | Imperador Xiaozong | O Pagode Beisi é concluído. | |
| 1165 | Imperador Xiaozong | O Pagode Liuhe é concluído | |
| 1179 | Imperador Xiaozong | A Academia da Gruta do Cervo Branco é reconstruída por Zhu Xi. | |
| 1215 | Imperador Ningzong | Batalha de Pequim | |
| 1241 | Imperador Lizong   | O Imperador Lizong patrocina os Quatro Livros de Zhu Xi e o Neo-Confucionismo. | |
| 1247 | Imperador Lizong   | Ch’in Chiu-Shao escreve seu Tratado Matemático em Nove Setores, que incluiu o uso do esquema de Horner centenas de anos antes deste ser descoberto independentemente por William George Horner.                                                                       | |
| 1259 | Imperador Lizong   | Mangu Cã morre em Xunquim durante a Batalha da Cidade Pesqueira. | |
| 1260 | Imperador Lizong   | Ariq Böke ameaça uma guerra civil, forçando Cublai Cã a se retirar para o norte enquanto o chanceler Jia Sidao repele as tropas mongóis para o norte do Rio Yangtzé em um ataque oportuno.                                                                            | |
| 1261 | Imperador Duzong   | Ainda que tenha sido escrito por volta de 1100, Yang Hui desenha o primeiro diagrama chinês conhecido do triângulo de Pascal. | A partir desse ano até a conquista de Sung, Cublai Cã tenta ganhar aceitação no sul da China por meio de demonstrações benevolentes, libertando grandes bandos de mercadores de Sung do Sul após curtos períodos de captura e detenção na fronteira. |
| 1265 | Imperador Duzong   | Os mongóis, sob a liderança de Cublai Cã, invadem Sichuan e capturam 146 navios de Sung como recompensa de guerra. | |
| 1267 | Imperador Duzong   | Começa a Batalha de Xiangyang | |
| 1269 | Imperador Duzong   | Nesse ano, e em todo ano consecutivo até 1272, a marinha de Sung tenta romper o enorme bloqueio naval dos mongóis e dos chineses do norte no Rio Han. Todas as tentativas são mal sucedidas, milhares de homens são mortos e centenas de navios perdidos no processo. | |
| 1271 | Imperador Duzong   | Início da viagem de Marco Polo | |
| 1273 | Imperador Duzong   | A Batalha de Xiangyang termina com vitória de Yuan. | |
| 1275 | Imperador Duzong   | O general turco Bayan derrota o exército do chanceler Sung Jia Sidao, composto por 130 mil tropas. Jia é deposto da côrte e morto por um de seus próprios guardas. | |
| 1276 | Imperador Duanzong | Diferentemente de seu contemporâneo e colega pintor Zhao Mengfu, o erudito e oficial Qian Xuan recusa a proposta de servir o governo Yuan e passa o resto de sua vida criando trabalhos artísticos.                                                                   | |
| 1278 | Imperador Duanzong | O general erudito Wen Tianxiang lidera as forças Sung na resistência contra os invasores mongóis. Wen é capturado e se recusa à rendição ao governo Yuan. Ele passa quatro anos na prisão antes de ser executado por ordem de Cublai Cã em 1283.                      | |
| 1279 | Imperador Bing     | Batalha de Yamen. O general de Yuan, Zhang Hongfan, derruba a última resistência de Sung do Sul. | |

### Xia Ocidental
| Data | Imperador           | Eventos | Outras pessoas/eventos |
| 1038 | Imperador Jingzong  | |                        |
| 1048 | Imperador Yizong    | |                        |
| 1067 | Imperador Huizong   | |                        |
| 1086 | Imperador Chongzong | |                        |
| 1139 | Imperador Renzong   | |                        |
| 1193 | Imperador Huanzong  | |                        |
| 1206 | Imperador Xiangzong | |                        |
| 1211 | Imperador Shenzong  | |                        |
| 1223 | Imperador Xianzong  | |                        |
| 1226 | Imperador Mozhu     | |                        |
| 1227 | Imperador Mozhu     | Gêngis Cã morre durante o cerco da última fortaleza de Xia Ocidental. Seu sucessor, Oguedai, conquista Xia Ocidental e conclui a guerra contra a Dinastia Jin dos Jurchens ]. |                        |

### Dinastia Jin
| Data | Imperador             | Eventos | Outras pessoas/eventos |
| 1115 | Imperador Taizu       | Wanyan Aguda (Imperador Taizu) lidera os jurchens no ataque à Dinastia Liao. |                        |
| 1127 | Imperador Taizong     | Incidente de Jingkang |                        |
| 1153 | Imperador Hailingwang | A capital de Jin é transferida de Huining Fu para Zhongdu (atual Pequim) |                        |
| 1157 | Imperador Hailingwang | A capital é novamente transferida, dessa vez de Pequim para Kaifeng. |                        |
| 1161 | Imperador Shizong     | Hailingwang tenta invadir a conquistar a Dinastia Sung do Sul, mas suas forças navais são destruídas na Batalha de Tangdao e na Batalha de Caishi                                          |                        |
| 1164 | Imperador Shizong     | O Tratado de Longxing, entre Sung e Jin, leva a quatro décadas de paz. |                        |
| 1189 | Imperador Shizong     | O Pagode Chengling é construído. |                        |
| 1211 | Imperador Weishaowang | O líder mongol Gêngis Cã lança uma campanha militar contra a Dinastia Jin. |                        |
| 1214 | Imperador Xuanzong    | Nos termos de um tratado com Gêngis Cã, a Dinastia Jin se torna um estado vassal do crescente Império Mongol.                                                                              |                        |
| 1215 | Imperador Xuanzong    | Quando a côrte de Jin transfere a capital de Pequim para Kaifeng novamente, Gêngis Cã vê o fato como uma revolta declarada e saqueia a capital anterior Pequim, incendiando toda a cidade. |                        |
| 1216 | Imperador Xuanzong    | A Dinastia Sung ataca Jin ao sul e novamente em 1223, enquanto o império Jin entra em colapso.                                                                                             |                        |
| 1227 | Imperador Aizong      | Gêngis Cã morreu durante o último cerco à única fortaleza remanescente de Xia Ocidental em 1227. Seu sucessor, Oguedai, conclui a guerra contra Jin nesse mesmo ano.                       |                        |
| 1233 | Imperador Aizong      | A capital de Jin em Kaifeng é capturadas pelas forças de Oguedai. |                        |
| 1234 | Imperador Modi        | O Imperador Modi é morto pelas forças mongóis no que é atualmente o Condado de Runan, de Henan.                                                                                            |                        |

### Dinastia Yuan
| Data | Imperador                                                           | Eventos | Outras pessoas/eventos                  |
| 1260 |                                                                     | Cublai Cã torna o lama tibetano Drogön Chögyal Phagpa Preceptor de Estado, assegurando seu poder sobre o Tibete. Seu regime Sakya durou até sua deposição em na década de 1350, pelo capitão Phagmodru.                                                                                                   |                                         |
| 1270 | Rebelião Sambyeolcho na Coreia, contra Goryeo sob dominação mongol. | |                                         |
| 1271 | Imperador Shizu (Cublai Cã)                                         | Cublai Cã funda a Dinastia Yuan. |                                         |
| 1273 | Imperador Shizu (Cublai Cã)                                         | Batalha de Xiangyang |                                         |
| 1274 | Imperador Shizu (Cublai Cã)                                         | | Invasões mongóis do Japão               |
| 1276 | Imperador Shizu (Cublai Cã)                                         | É construído o Observatório Astronômico Gaocheng. |                                         |
| 1279 | Imperador Shizu (Cublai Cã)                                         | Batalha de Yamen |                                         |
| 1287 | Imperador Shizu (Cublai Cã)                                         | Rabban Bar Sauma, um Uigur turco nestoriano de Pequim, viaja à Europa nesse ano, e é recebido por Andrónico II Paleólogo do Império Bizantino, Filipe IV de França e Eduardo I de Inglaterra, na esperança de formar uma aliança para conquistar Jerusalém, então sob a dinastia islâmica mameluca Bahri. | Batalha de Pagan, fim do Reino de Pagan |
| 1288 | Imperador Shizu (Cublai Cã)                                         | Batalha de Bạch Đằng |                                         |
| 1289 | Imperador Shizu (Cublai Cã)                                         | Frades franciscanos iniciam o trabalho missionário na China |                                         |
| 1298 | Imperador Chengzong                                                 | Wang Zhen faz melhorias no prensa móvel de Bi Sheng ao introduzir pela primeira vez caracteres em tipos de madeira. Ele também experimentou com caracteres em tipos de estanho. |                                         |
| 1316 | Imperador Renzong                                                   | Morte de Guo Shoujing. Entre suas realizações, estão o acerto do ano do calendário para 365,2425 dias (o mesmo do calendário gregoriano), a introdução do triângulo esférico baseado nos trabalhos matemáticos de trigonometria de Shen Kuo, e o projeto do lago artificial Kunming, em Pequim.           |                                         |
| 1324 | Imperador Taiding                                                   | o dicionário de rima Zhongyuan Yinyun é publicado por Zhou Deqing. |                                         |
| 1330 | Imperador Wenzong                                                   | O Pagode do Templo Bailin é concluído |                                         |
| 1334 | Imperador Huizong                                                   | Wang Dayuan se aventura no Norte de África. |                                         |
| 1352 | Imperador Huizong                                                   | Zhū Yuánzhāng se junta à Rebelião do Turbante Vermelho |                                         |
| 1356 | Imperador Huizong                                                   | As forças rebeldes de Zhū Yuánzhāng capturam Nanjing. |                                         |
| 1363 | Imperador Huizong                                                   | Batalha do Lago Poyang, uma das maiores batalhas navais da história em termos de pessoal envolvido. |                                         |
| 1368 | Imperador Huizong                                                   | O general rebelde Xu Da derrota as forças Yuan, enquanto o Imperador Huizong foge de Dadu (atual Pequim). Zhū Yuánzhāng funda a Dinastia Ming e se torna o Imperador Hongwu. |                                         |

### Dinastia Ming
| Data | Imperador           | Eventos | Outras pessoas/eventos |
| 1368 | Imperador Hongwu    | Zhu Yuanzhang depõe a Dinastia Yuan e funda a Dinastia Ming. Ele adota o título de "Hongwu". | |
| 1371 | Imperador Hongwu    | Haijin (proibição do comércio marítimo) | |
| 1373 | Imperador Hongwu    | O Imperador Hongwu bane os exames imperiais em favor de um sistema de indicações. | O Templo das Seis Árvores Banyan é reconstruído. |
| 1375 | Imperador Hongwu    | Mais tardia data possível em que foi escrito o Huolongjing, tratado sobre armas de pólvora, uma vez que a morte de seu co-editor Liu Ji ocorre em 16 de maio desse ano. | |
| 1380 | Imperador Hongwu    | Hongwu abole a chancelaria na China, assumindo responsabilidade direta dos Três Departamentos e Seis Ministérios, ainda que o posterior Grande Secretariado auxiliasse o imperador no gerenciamento do estado. | |
| 1381 | Imperador Hongwu    | A Dinastia Ming anexa terras do Reino de Dali, nas atuais províncias de Yunnan e Guizhou, incentivando a migração de centenas de milhares de chineses. | |
| 1382 | Imperador Hongwu    | A Jinyi Wei, uma organização de polícia secreta, é fundada. | |
| 1384 | Imperador Hongwu    | Os exames imperiais são reinstaurados por Hongwu. Ele, porém, determinou a execução do examinador chefe por acusações de corrupção. | |
| 1397 | Imperador Hongwu    | O Código de Leis é concluído, contendo muitas das cláusulas do Código de Tang, de 653. | |
| 1402 | Imperador Yongle    | Yongle sobe ao trono após uma guerra civil de 3 anos com seu sobrinho, o Imperador Jianwen. | |
| 1405 | Imperador Yongle    | As viagens marítimas do almirante Zheng He têm início, com navegação ao redor do Sudeste Asiático, através do Oceano Índico, e até a África Oriental, para reestabeler as relações tributárias de países estrangeiros com a China. | O Mausoléu Ming Xiaoling é concluído. |
| 1406 | Imperador Yongle    | Início da construção da Cidade Proibida, assim como de novas fortificações da cidade de Pequim | |
| 1407 | Imperador Yongle    | Quarta Dominação Chinesa do Vietnã, ainda que duas décadas mais tarde as tropas chinesas tenham sido expulsas por Lê Lợi, da Dinastia Lê. | Deshin Shekpa, o quinto Karmapa do Tibete, visita a côrte de Yongle. |
| 1408 | Imperador Yongle    | A grande Enciclopédia Yung-lo Ta-tien é concluída. | |
| 1415 | Imperador Yongle    | O trabalho de restauração no Grande Canal da China é finalizado. | |
| 1420 | Imperador Yongle    | Após 13 anos de um grande projeto de construção da nova capital e da Cidade Proibida, o Imperador Yongle declara Pequim a nova capital, enquanto Nanjing é rebaixada. | Construção dos Túmulos da Dinastia Ming. |
| 1427 | Imperador Xuande    | Nascimento do famoso pintor Shen Zhou. | |
| 1431 | Imperador Xuande    | A Dinastia Lê do Vietnã é reconhecida pela côrte Ming como um estado subordinado. | |
| 1443 | Imperador Zhengtong | Construção do Templo Zhihua. | |
| 1446 | Imperador Zhengtong | Reconstrução da Ponte Baodai. | |
| 1449 | Imperador Jingtai   | Crise de Tumu. O Imperador Zhengtong é capturado mongóis após perder a batalha, sendo libertado um ano depois | |
| 1457 | Imperador Tianshun  | Zhu Qizhen (anteriormente Imperador Zhengtong) toma o poder do Imperador Jingtai após um golpe e dá início ao seu segundo reinado como "Imperador Tianshun". | |
| 1461 | Imperador Tianshun  | Rebelião de Cao Qin | |
| 1464 | Imperador Chenghua  | O povo Miao e o povo Yao, de Guangxi, rebelam-se contra a autoridade Ming. Uma força Ming combinada de 190 mil homens (incluindo mil mongóis) reprime a rebelião em dois anos. | |
| 1473 | Imperador Chenghua  | O Templo Zhenjue é concluído. | |
| 1488 | Imperador Hongzhi   | O oficial coreano Choe Bu naufraga na costa de Zhejiang, na China. Ele viaja por todo o percurso do Grande Canal para voltar à Coreia da Dinastia Joseon. Choe Bu mais tarde escreveu um famoso livro sobre suas viagens, que foi impresso tanto na Coreia quanto no Japão, na segunda metade do século XVI. | |
| 1516 | Imperador Zhengde   | Primeiro contato dos portugueses, feito por Jorge Álvares em Macau, seguido de Rafael Perestrelo em Cantão. | |
| 1517 | Imperador Zhengde   | Fernão Pires de Andrade e Tomé Pires são enviados como embaizadores à China por Manuel I de Portugal. Eles desembarcam no Cantão. | |
| 1521 | Imperador Jiajing   | Eventos como a conquista portuguesa de Malaca levaram à rejeição da embaixada portuguesa e ao pedido do Imperador Jiajing para que os portugueses devolvessem o poder de Malaca ao vassalo Ming Mahmud Shah. Embarcações chinesas e portuguesas combatem em Tuen Mun, mas as relações finalmente se suavizaram pela determinação de Leonel de Sousa e outros de reparar a reputação que os portugueses inicialmente conquistaram na China. | |
| 1529 | Imperador Jiajing   | Morte do filósofo Wang Yangming | |
| 1530 | Imperador Jiajing   | Por volta dessa época, o engenheiro mecânico Zhou Shuxue faz melhorias no relógio mecânico movido à areia, desenvolvido por Zhan Xiyuan no século XIV, ao adicionar uma quarta engrenagem, revisar as razões dos dentes das engrenagens e ampliar o orifício que coletava areia, já que Zhou reclamava que o dispositivo entupia com muita frequência. Ainda que não fosse dotado do essencial mecanismo de escape dos relógios chineses anteriores, esse relógio movido a areia de Zhan e Zhou possuía um mostradot estacionário sobre o qual circulava um ponteiro. | |
| 1549 | Imperador Jiajing   | A partir desse ano, navios portugueses fazem paradas anuais para comércio em Sanchoão. | |
| 1550 | Imperador Jiajing   | Altã Cã rompe a Grande Muralha, captura Pequim e incendeia seus subúrbios após saqueá-los. | |
| 1553 | Imperador Jiajing   | A cidade exterior de Pequim ao sul é finalizada, o que ampliou o tamanho total da cidade para 4 por 4½ milhas. | |
| 1556 | Imperador Jiajing   | Sismo de Shaanxi de 1556. 850 mil fatalidades | |
| 1557 | Imperador Jiajing   | Os portugueses estabelecem assentamento permanente em Macau. | |
| 1558 | Imperador Jiajing   | Forças Ming lideradas por Qi Jiguang derrotam os piratas japoneses em Cengang. | |
| 1567 | Imperador Longqing  | As leis Haijin são formalmente revogadas. O governo permite comércio marítimo privado, ainda que o estado tenha conduzido todo o comércio internacional durante a proibição. | |
| 1573 | Imperador Wanli     | Após os espanhóis estabelecerem uma base permanente em Manila, nas Filipinas, o comércio de prata extraída nas américas com a China supera o comércio de prata entre portugueses e japoneses. | |
| 1574 | Imperador Wanli     | Nascimento de Qin Liangyu, de origem Miao, que mais tarde se tornaria uma oficial militar. | |
| 1576 | Imperador Wanli     | Construção do Pagode do Templo Cishou. | |
| 1577 | Imperador Wanli     | Construção do Templo Wanshou. | |
| 1581 | Imperador Wanli     | O Grande Secretário Zhang Juzheng implementa a Reforma do Único Chicote, que permite que a taxa sobre a terra seja integralmente paga com prata, devido à inflação do papel-moeda e da falsificação disseminada de moedas. | |
| 1582 | Imperador Wanli     | Jesuítas iniciam o trabalho missionário na China | É feita a primeira referência à publicação de um jornal privado em Pequim. |
| 1584 | Imperador Wanli     | Abraham Ortelius, em seu atlas Theatrum Orbis Terrarum, é o primeiro europeu conhecido a expor uma ilustração da invenção chinesa conhecida como 'carruagem navegadora', essencialmente um carrinho de mão com o mastro e a vela de um barco. | |
| 1587 | Imperador Wanli     | O médico e farmacêutico Li Shizhen publica Bencao Gangmu, detalhando o uso de mais de 1.800 drogas medicinais. | |
| 1590 | Imperador Wanli     | Wu Cheng'en escreve Jornada ao Oeste. | |
| 1592 | Imperador Wanli     | Quando o Japão invade a Coreia na Guerra Imjin, a China Ming auxilia a Coreia com tropas e suprimentos. | |
| 1593 | Imperador Wanli     | Cerco de Pyongyang | |
| 1597 | Imperador Wanli     | Cerco de Ulsan | |
| 1598 | Imperador Wanli     | Batalha de Sacheon | Batalha de Noryang. O drama teatral O Pavilhão das Peônias, escrito pelo dramaturgo Tang Xianzu, é encenado no Pavilhão do Príncipe Teng. |
| 1602 | Imperador Wanli     | Entre esse ano e 1682, a Companhia Holandesa das Índias Orientais enviou cerca de 6 milhões de itens em porcelana chinesa para a Europa. | |
| 1604 | Imperador Wanli     | Movimento Donglin | |
| 1607 | Imperador Wanli     | O tratado de matemática grego Os Elementos, de Euclides, é traduzido para o chinês por Xu Guangqi, Sabatino de Ursis e Matteo Ricci. | |
| 1609 | Imperador Wanli     | A enciclopédia Sancai Tuhui é publicada. | |
| 1610 | Imperador Wanli     | É publicado o romance Ameixa no Vaso Dourado. | |
| 1615 | Imperador Wanli     | O dicionário chinês Zihui é compilado por Mei Yingzuo. | |
| 1616 | Imperador Wanli     | Nurhachi funda a Dinastia Jin Posterior (mais tarde renomeada Dinastia Qing) na Manchúria | Início do Incidente Religioso de Nanjing, quando todos os jesuítas estrangeiros foram expulsos da côrte Ming e do escritório astronômico. Esse foi um triunfo temporário dos oficiais tradicionalistas de Confúcio que rejeitavam a ciência ocidental em favor da ciência chinesa. Em 1622 essa política foi revertida e os escritórios de astronomia mais uma vez empregaram jesuítas europeus e chineses que apoiavam a ciência ocidental. |
| 1619 | Imperador Wanli     | Batalha de Sarhu | Nascimento do filósofo chinês Wang Fuzhi. |
| 1624 | Imperador Tianqi    | Com escritório em Jacarta, a Companhia Holandesa das Índias Orientais estabelece governo holandês sobre Taiwan. | |
| 1626 | Imperador Tianqi    | Johann Adam Schall von Bell escreve o primeiro tratado sobre o telescópio na língua chinesa. | O jesuíta Nicolas Trigault escreve Xiru Ermu Zi, estabelecendo o primeiro sistema de romanização do chinês. |
| 1627 | Imperador Chongzhen | Primeira Invasão Manchu à Coreia. Queda do eunuco Wei Zhongxian, que governou praticamente como ditador durante sete anos. Zhang Zilie publica o dicionário chinês Zhengzitong. | O jesuíta polonês Michał Boym é o primeiro a introduzir o modelo heliocêntrico do Sistema Solar à astronomia chinesa. |
| 1628 | Imperador Chongzhen | Batalha de Ningyuan | |
| 1632 | Imperador Chongzhen | Nessa época, os manchus já haviam conquistado a maior parte da Mongólia Interior. | |
| 1634 | Imperador Chongzhen | O Imperador Chongzhen adquire o telescópio do morto Johann Schreck. | |
| 1635 | Imperador Chongzhen | Liu Tong adiciona seu prefácio ao Dijing Jingwulue, um clássico da prosa chinesa. | |
| 1637 | Imperador Chongzhen | Segunda Invasão Manchu da Coreia | Song Yingxing publica a enciclopédia Tiangong Kaiwu. Devido a suas realizações, o cientista e sinologista Joseph Needham o chama de "Diderot da China". |
| 1638 | Imperador Chongzhen | Nesse ano, a Gazeta de Pequim muda seu método de produção de impressão xilográfica para impressão com tipos móveis. | |
| 1639 | Imperador Chongzhen | O tratado de agricultura Nongzheng Quanshu, de Xu Guangqi, é publicado. | O pintor Chen Hongshou viaja para Pequim e é instantaneamente aclamado pela côrte. |
| 1641 | Imperador Chongzhen | Morte de Xu Xiake, cujo diário de viagem publicado com cerca de 404 mil caracteres chineses inclui notas de geografia regional, clima e mineralogia. | |
| 1642 | Imperador Chongzhen | Enchente de Kaifeng | Com a adição da bandeira da etnia Han, todas as Oito Bandeiras da Dinastia Manchu Qing são estabelecidas. |
| 1644 | Imperador Chongzhen | Batalha da Passagem de Shanhai. O Imperador Chongzhen se enforca na Árvore do Chinês Culpado, após saber que os rebeldes, sob a liderança de Li Zicheng, haviam adentrado os portões de Pequim | O general Ming Wu Sangui e o príncipe manchu Dorgon ocupam Pequim. Logo depois, o Imperador Shunzhi é proclamado governante da China sob a Dinastia Qing. |

### Dinastia Shun
| Data | Imperador  | Eventos | Outras pessoas/eventos |
| 1644 | Li Zicheng |         |                        |

### Dinastia Qing
| Data | Imperador           | Eventos | Outras pessoas/eventos |
| 1644 | Imperador Shunzhi   | A Dinastia Qing se estabelece na China. | |
| 1652 | Imperador Shunzhi   | O Quinto Dalai Lama do Tibete visita o côrte de Shunzhi em Pequim. | |
| 1659 | Imperador Shunzhi   | Os jesuítas Martino Martini e Ferdinand Verbiest chegam à China, o primeiro pela seguna vez . | |
| 1661 | Imperador Shunzhi   | Com a morte do Imperador Shunzhi, seu confidente Johann Adam Schall von Bell é mandado à prisão. Ele é mais tarde libertado, mas morre em seguida.                                                                  | |
| 1662 | Imperador Kangxi    | O Cerco do Forte Zeelândia termina com a rendição da Companhia Holandesa das Índias Orientais de Taiwan para Koxinga.                                                                                               | |
| 1674 | Imperador Kangxi    | Revolta dos Três Feudatários | |
| 1682 | Imperador Kangxi    | O jesuíta belga Antoine Thomas chega à China. | |
| 1683 | Imperador Kangxi    | Batalha de Penghu, rendição do Reino de Tungning | |
| 1689 | Imperador Kangxi    | Tratado de Nerchinsk com a Rússia | |
| 1690 | Imperador Kangxi    | Morte de Yun Shouping, um pintor considerado um dos "Seis Mestres" da era Qing. | |
| 1698 | Imperador Kangxi    | Reconstrução da Ponte Marco Polo. | |
| 1705 | Imperador Kangxi    | O embaixador papal Charles-Thomas Maillard De Tournon chega à China. | |
| 1700 | Imperador Kangxi    | As Treze Fábricas | |
| 1711 | Imperador Kangxi    | A Companhia Britânica das Índias Orientais estabelece um posto de comércio no Cantão | O dicionário de rima Peiwen Yunfu é concluído.                                                                            |
| 1716 | Imperador Kangxi    | Publicação do Dicionário de Kangxi | |
| 1720 | Imperador Kangxi    | Em oposição do povo dzungar, as tropas Qing conquistam e ocupam Lhasa, no Tibete. | |
| 1721 | Imperador Kangxi    | No ápice da controvérsia dos ritos na China, o Imperador Kangxi publica um decreto banindo a pregação cristã na China, em resposta a uma bula pontifícia do Papa Clemente XI.                                       | |
| 1725 | Imperador Yongzheng | A enciclopédia Gujin tushu jicheng é concluída. | |
| 1732 | Imperador Yongzheng | Morte de Jiang Tingxi, pintor, calígrafo e enciclopedista | |
| 1750 | Imperador Qianlong  | O jesuíta francês Jean Joseph Marie Amiot é enviado à China. | |
| 1755 | Imperador Qianlong  | As Dez Grandes Campanhas | O Templo Puning é construído em comemoração à derrota dos dzungares.                                                      |
| 1760 | Imperador Qianlong  | Início do Sistema do Cantão. | |
| 1771 | Imperador Qianlong  | O Templo Putuo Zongcheng é concluído. | |
| 1774 | Imperador Qianlong  | Construção da Câmara Wenjin. | |
| 1780 | Imperador Qianlong  | Construção do Pagode das Colinas Fragrantes. | |
| 1782 | Imperador Qianlong  | A enciclopédia Siku Quanshu é concluída. | |
| 1791 | Imperador Qianlong  | O Sonho da Câmara Vermelha é publicado. | |
| 1793 | Imperador Qianlong  | Relações Sino-Britânicas e a Embaixada Macartney. Lorde Macartney, o primeiro enviado britânico a Pequim, é recebido por Heshen, o confidente de Qianlong.                                                          | |
| 1796 | Imperador Jiaqing   | Rebelião do Lótus Branco | |
| 1807 | Imperador Jiaqing   | Robert Morrison, primeiro missionário protestante, chega à China | |
| 1823 | Imperador Daoguang  | | Publicação da Bíblia na língua chinesa                                                                                    |
| 1839 | Imperador Daoguang  | Primeira Guerra do Ópio | |
| 1842 | Imperador Daoguang  | Primeiro dos Tratados Desiguais, Tratado de Nanquim | |
| 1844 | Imperador Daoguang  | Wei Yuan publica seu Tratado Ilustrado dos Reinos Marítimos, um gazetteer inspirado pelo desejo de aprender mais sobre o Oeste e a ameaça que este apresentava à China de Qing.                                     | Tratado de Wanghia, entre o Império Qing Empire e os Estados Unidos, com o primeiro embaixador norte-americano na China.  |
| 1850 | Imperador Daoguang  | Os Dez Tigres do Cantão | |
| 1851 | Imperador Xianfeng  | Rebelião Taiping | Revolta Jintian |
| 1855 | Imperador Xianfeng  | Terceira Pandemia de peste negra | Guerras do clã Punti–Hakka                                                                                                |
| 1856 | Imperador Xianfeng  | Segunda Guerra do Ópio | |
| 1858 | Imperador Xianfeng  | Batalha de Sanhe | Tratado de Aigun, Tratado de Tientsin                                                                                     |
| 1860 | Imperador Xianfeng  | Incêndio do Antigo Palácio de Verão | Convenção de Pequim |
| 1861 | Imperador Xianfeng  | Após a Convenção de Pequim, o Príncipe Gong estabelece o Zongli Yamen (Ministério das Relações Exteriores ). | |
| 1862 | Imperador Tongzhi   | Revolta Dungan | A Tongwen Guan, ou Escola de Aprendizado Combinado, é estabelecida para o ensino de idiomas ocidentais a alunos chineses. |
| 1864 | Imperador Tongzhi   | Após lutar contra os rebeldes de Taiping por quatro anos, e Exército Sempre Vitorioso foi dissolvido. Foi o primeiro exército chinês a empregar forças armadas europeias, bem como táticas, estratégias e técnicas. | |
| 1868 | Imperador Tongzhi   | Revolta de Yangzhou | Fim da Rebelião Nien |
| 1870 | Imperador Tongzhi   | Massacre de Tianjin | |
| 1871 | Imperador Tongzhi   | O famoso general Li Hongzhang é indicado à posição de vice-rei de Zhili, um cargo que ocuparia até 1895, servindo novamente no mesmo posto de 1900 a 1901, até ser substituído por Yuan Shikai.                     | |
| 1873 | Imperador Tongzhi   | Fim da Rebelião Panthay | |
| 1876 | Imperador Guangxu   | Após o assassinato de Augustus Raymond Margary no 'Caso Margary', a Convenção de Chefoo é conduzida para solucionar a questão, mas se torna um pretexto para os britânicos pressionarem por concessões adicionais.  | |
| 1884 | Imperador Guangxu   | Guerra Franco-Chinesa | |
| 1885 | Imperador Guangxu   | Batalha de Fuzhou | |
| 1891 | Imperador Guangxu   | Fundação da Associação de Acionistas de Xangai | |
| 1894 | Imperador Guangxu   | Primeira Guerra Sino-Japonesa (Batalha de Pungdo, Batalha de Seonghwan, Batalha de Pyongyang, Batalha do Rio Yalu, Batalha de Jiuliangcheng, Batalha de Lushunkou, Batalha de Weihaiwei, Batalha de Yingkou)        | |
| 1895 | Imperador Guangxu   | Primeira Guerra Sino-Japonesa (Batalha de Pungdo, Batalha de Seonghwan, Batalha de Pyongyang, Batalha do Rio Yalu, Batalha de Jiuliangcheng, Batalha de Lushunkou, Batalha de Weihaiwei, Batalha de Yingkou)        | Tratado de Shimonoseki |
| 1898 | Imperador Guangxu   | Reforma dos Cem Dias | golpe liderado pela Imperatriz Viúva Tseu-Hi                                                                              |
| 1900 | Imperador Guangxu   | Levante dos boxers | |
| 1901 | Imperador Guangxu   | Protocolo dos boxers | |
| 1910 | Imperador Xuantong  | Levante de Huanghuagang | |
| 1911 | Imperador Xuantong  | Revolução Xinhai | Levantamento de Wuchang                                                                                                   |

## China Moderna

### República da China
| Data | Chefe de Estado  | Eventos | Outras pessoas/eventos |
| 1912 | Sun Yat-sen      | Revolução Xinhai | Fundação do Kuomintang |
| 1913 | Sun Yat-sen      | As Quatro Grandes Famílias da República da China | |
| 1915 | Yuan Shikai      | Império da China Movimento da Nova Cultura | Guerra de Proteção Navional Vinte e Uma Exigências do Japão Chen Duxiu dá início à Nova Juventude |
| 1916 | (vários líderes) | Início da era dos senhores da guerra | |
| 1919 | (vários líderes) | Movimento Quatro de Maio | Tratado de Versalhes |
| 1920 | (vários líderes) | Pressão pelo chinês vernacular | |
| 1921 | (vários líderes) | Fundação do Partido Comunista da China | A Verdadeira História de Ah Q |
| 1923 | (vários líderes) | | Corporação de Rádio da China |
| 1924 | (vários líderes) | Primeira Frente Unida | |
| 1926 | (vários líderes) | Expedição do Norte | |
| 1927 | (vários líderes) | Revolta de Nanchang Guerra Civil Chinesa | Divisão Kuomintang-Communista |
| 1928 | Zhang Zuolin     | Década de Nanquim | Incidente de Jinan |
| 1930 | Chiang Kai-shek  | Campanha de Cerco contra o Jiangxi Soviético Nordeste | |
| 1931 | Chiang Kai-shek  | República Soviética da China Inundações na China de 1931 | Invasão japonesa da Manchúria Incidente de Mukden |
| 1932 | Lin Sen          | Colonialismo imperial japonês em Manchukuo Pacificação de Manchukuo | Incidente de 28 de janeiro Defesa de Harbin |
| 1933 | Lin Sen          | | |
| 1934 | Lin Sen          | Grande Marcha | Movimento Nova Vida |
| 1935 | Lin Sen          | Movimento de 9 de dezembro | Primeira Campanha de Cerco contra Hubei–Henan–Shaanxi |
| 1936 | Lin Sen          | Incidente de Xi’an | O Japão estabelece o Mengjiang |
| 1937 | Lin Sen          | Segunda Guerra Sino-Japonesa Incidente da Ponte Marco Polo, Batalha de Xangai, Batalha de Pingxingguan, Batalha de Nanquim, Batalha de Tai'erzhuang, Batalha de Changsha de 1939, Ofensiva dos Cem Regimentos, Batalha de Changsha de 1941, Batalha de Changsha de 1942, Batalha de Changsha de 1944) | Massacre de Nanquim Segunda Frente Unida |
| 1938 | Lin Sen          | Segunda Guerra Sino-Japonesa Incidente da Ponte Marco Polo, Batalha de Xangai, Batalha de Pingxingguan, Batalha de Nanquim, Batalha de Tai'erzhuang, Batalha de Changsha de 1939, Ofensiva dos Cem Regimentos, Batalha de Changsha de 1941, Batalha de Changsha de 1942, Batalha de Changsha de 1944) | Bombardeio de Chongqing |
| 1939 | Lin Sen          | Segunda Guerra Sino-Japonesa Incidente da Ponte Marco Polo, Batalha de Xangai, Batalha de Pingxingguan, Batalha de Nanquim, Batalha de Tai'erzhuang, Batalha de Changsha de 1939, Ofensiva dos Cem Regimentos, Batalha de Changsha de 1941, Batalha de Changsha de 1942, Batalha de Changsha de 1944) | |
| 1940 | Lin Sen          | Segunda Guerra Sino-Japonesa Incidente da Ponte Marco Polo, Batalha de Xangai, Batalha de Pingxingguan, Batalha de Nanquim, Batalha de Tai'erzhuang, Batalha de Changsha de 1939, Ofensiva dos Cem Regimentos, Batalha de Changsha de 1941, Batalha de Changsha de 1942, Batalha de Changsha de 1944) | |
| 1941 | Lin Sen          | Segunda Guerra Sino-Japonesa Incidente da Ponte Marco Polo, Batalha de Xangai, Batalha de Pingxingguan, Batalha de Nanquim, Batalha de Tai'erzhuang, Batalha de Changsha de 1939, Ofensiva dos Cem Regimentos, Batalha de Changsha de 1941, Batalha de Changsha de 1942, Batalha de Changsha de 1944) | Movimento de Retificação Yan'an |
| 1942 | Lin Sen          | Segunda Guerra Sino-Japonesa Incidente da Ponte Marco Polo, Batalha de Xangai, Batalha de Pingxingguan, Batalha de Nanquim, Batalha de Tai'erzhuang, Batalha de Changsha de 1939, Ofensiva dos Cem Regimentos, Batalha de Changsha de 1941, Batalha de Changsha de 1942, Batalha de Changsha de 1944) | |
| 1943 | Lin Sen          | Segunda Guerra Sino-Japonesa Incidente da Ponte Marco Polo, Batalha de Xangai, Batalha de Pingxingguan, Batalha de Nanquim, Batalha de Tai'erzhuang, Batalha de Changsha de 1939, Ofensiva dos Cem Regimentos, Batalha de Changsha de 1941, Batalha de Changsha de 1942, Batalha de Changsha de 1944) | |
| 1944 | Chiang Kai-shek  | Segunda Guerra Sino-Japonesa Incidente da Ponte Marco Polo, Batalha de Xangai, Batalha de Pingxingguan, Batalha de Nanquim, Batalha de Tai'erzhuang, Batalha de Changsha de 1939, Ofensiva dos Cem Regimentos, Batalha de Changsha de 1941, Batalha de Changsha de 1942, Batalha de Changsha de 1944) | |
| 1945 | Chiang Kai-shek  | Segunda Guerra Sino-Japonesa Incidente da Ponte Marco Polo, Batalha de Xangai, Batalha de Pingxingguan, Batalha de Nanquim, Batalha de Tai'erzhuang, Batalha de Changsha de 1939, Ofensiva dos Cem Regimentos, Batalha de Changsha de 1941, Batalha de Changsha de 1942, Batalha de Changsha de 1944) | Bombardeamentos de Hiroshima e Nagasaki, fim da Segunda Guerra Mundial O governo nacionalista se torna um dos membros fundadores da Organização das Nações Unidas Campanha para suprimir o banditismo no nordeste da China |
| 1947 | Chiang Kai-shek  | Incidente de 28 de fevereiro em Taiwan | |
| 1948 | Chiang Kai-shek  | Campanha Liaoshen, Campanha Pingjine Campanha Huaihai | |

### República Popular da China / República da China (Taiwan)
| Data | República Popular da China                         | República Popular da China | República Popular da China |  | República da China (Taiwan) | República da China (Taiwan) | República da China (Taiwan)                       |
| Data | Líder Soberano                                     | Eventos | Outras pessoas/eventos |  | Presidente                  | Eventos | Outras pessoas/eventos                            |
| 1949 | Mao Tse-tung (Maoísmo)                             | Fundação da República Popular da China | |  | Li Tsung-jen                | O Kuomintang se retira para Taiwan, tornando-se o governo da República da China                                                                          | Terror Branco                                     |
| 1950 | Mao Tse-tung (Maoísmo)                             | Batalha do Rio Ch'ongch'on, Campanha de Hainan | Guerra da Coreia Massacre de Canidrome |  | Chiang Kai-shek             | |                                                   |
| 1951 | Mao Tse-tung (Maoísmo)                             | Invasão do Tibete | |  | Chiang Kai-shek             | |                                                   |
| 1952 | Mao Tse-tung (Maoísmo)                             | Campanhas Três-Anti e Cinco-Anti | |  | Chiang Kai-shek             | |                                                   |
| 1953 | Mao Tse-tung (Maoísmo)                             | | |  | Chiang Kai-shek             | |                                                   |
| 1956 | Mao Tse-tung (Maoísmo)                             | Desabrochar de Cem Flores, ocupação do Turquestão Oriental, renomeado para Região Autônoma Uigur de Xinjiang                                                             | |  | Chiang Kai-shek             | |                                                   |
| 1957 | Mao Tse-tung (Maoísmo)                             | Campanha Antidireitista | Gripe asiática |  | Chiang Kai-shek             | |                                                   |
| 1958 | Mao Tse-tung (Maoísmo)                             | Grande Salto Adiante | |  | Chiang Kai-shek             | |                                                   |
| 1959 | Mao Tse-tung (Maoísmo)                             | A Grande Campanha do Pardal leva à carestia Início dos três anos de desastres naturais                                                                                   | Revolta no Tibete |  | Chiang Kai-shek             | |                                                   |
| 1960 | Mao Tse-tung (Maoísmo)                             | Ruptura sino-soviética | |  | Chiang Kai-shek             | |                                                   |
| 1961 | Mao Tse-tung (Maoísmo)                             | | |  | Chiang Kai-shek             | |                                                   |
| 1962 | Mao Tse-tung (Maoísmo)                             | Guerra sino-indiana | |  | Chiang Kai-shek             | |                                                   |
| 1964 | Mao Tse-tung (Maoísmo)                             | Destruição dos Quatro Velhos O Conselho de Estado da República Popular da China força o uso de chinês simplificado                                                       | Primeira detonação de uma bomba atômica da República Popular da China, o teste nuclear 596 |  | Chiang Kai-shek             | Taiwan continua a usar o chinês tradicional |                                                   |
| 1966 | Mao Tse-tung (Maoísmo)                             | Revolução Cultural Chinesa Movimento da Tríade Patriota Movimento Descida ao Campo                                                                                       | O Livro Vermelho |  | Chiang Kai-shek             | Renascença Cultural Chinesa |                                                   |
| 1967 | Mao Tse-tung (Maoísmo)                             | Revolução Cultural Chinesa Movimento da Tríade Patriota Movimento Descida ao Campo                                                                                       | |  | Chiang Kai-shek             | |                                                   |
| 1968 | Mao Tse-tung (Maoísmo)                             | Revolução Cultural Chinesa Movimento da Tríade Patriota Movimento Descida ao Campo                                                                                       | Incidente que levou à deficiência física de Deng Pufang |  | Chiang Kai-shek             | |                                                   |
| 1969 | Mao Tse-tung (Maoísmo)                             | Conflito fronteiriço sino-soviético na Ilha de Zhenbao | Metrô de Pequim |  | Chiang Kai-shek             | |                                                   |
| 1970 | Mao Tse-tung (Maoísmo)                             | Foguete Longa Marcha, o primeiro lançamento de satélite | |  | Chiang Kai-shek             | |                                                   |
| 1971 | Mao Tse-tung (Maoísmo)                             | | Henry Kissinger visita Pequim |  | Chiang Kai-shek             | A Resolução 2758 da Assembleia Geral das Nações Unidas substitui a República da China pela República Popular da China como representante da China na ONU |                                                   |
| 1972 | Mao Tse-tung (Maoísmo)                             | Comunicado de Xangai Richard Nixon visita a China | |  | Chiang Kai-shek             | |                                                   |
| 1974 | Mao Tse-tung (Maoísmo)                             | | |  | Chiang Kai-shek             | |                                                   |
| 1975 | Mao Tse-tung (Maoísmo)                             | Quatro Modernizações | |  | Yen Chia-kan                | |                                                   |
| 1976 | Hua Guofeng (Os Dois "Seja o que for")             | Protestos de Tian'anmen após a morte de Chu En-Lai O Grande Sismo de Tangshan Morte de Mao Tse-tung                                                                      | |  | Yen Chia-kan                | |                                                   |
| 1977 | Hua Guofeng (Os Dois "Seja o que for")             | Primavera de Pequim | |  | Yen Chia-kan                | |                                                   |
| 1978 | Deng Xiaoping (Teoria de Deng Xiaoping)            | Reformas econômicas chinesas | Movimento do Muro da Democracia |  | Chiang Ching-kuo            | |                                                   |
| 1979 | Deng Xiaoping (Teoria de Deng Xiaoping)            | Política do filho único Os quatro princípios cardeais Relações entre China e Estados Unidos                                                                              | Guerra Sino-vietnamita |  | Chiang Ching-kuo            | O Ato de Relações de Taiwan é aprovado no Congresso dos Estados Unidos                                                                                   | Incidente de Kaohsiung                            |
| 1980 | Deng Xiaoping (Teoria de Deng Xiaoping)            | Zonas econômicas especiais | Julgamnento da Camarilha dos Quatro |  | Chiang Ching-kuo            | |                                                   |
| 1984 | Deng Xiaoping (Teoria de Deng Xiaoping)            | Margaret Thatcher vai à China e assina a Declaração conjunta sino-britânica sobre a questão de Hong Kong                                                                 | |  | Chiang Ching-kuo            | |                                                   |
| 1987 | Deng Xiaoping (Teoria de Deng Xiaoping)            | | |  | Chiang Ching-kuo            | Levantamento da Lei Marcial dos aborígenes taiwaneses |                                                   |
| 1988 | Deng Xiaoping (Teoria de Deng Xiaoping)            | | |  | Lee Teng-hui                | |                                                   |
| 1989 | Deng Xiaoping (Teoria de Deng Xiaoping)            | Protesto na Praça da Paz Celestial | A República Poprlar da China declara lei marcial em Lhasa, Tibete |  | Lee Teng-hui                | Autoimolação de Cheng Nan-jung |                                                   |
| 1990 | Deng Xiaoping (Teoria de Deng Xiaoping)            | | |  | Lee Teng-hui                | Movimento estudantil Lírio Silvestre |                                                   |
| 1991 | Deng Xiaoping (Teoria de Deng Xiaoping)            | Primeiro restaurante do McDonald's em Pequim | |  | Lee Teng-hui                | O Partido Democrático Progressista representa a indenpendência taiwanesa                                                                                 |                                                   |
| 1992 | Jiang Zemin (Representatividade Tripla)            | | |  | Lee Teng-hui                | Consenso de 1992 |                                                   |
| 1996 | Jiang Zemin (Representatividade Tripla)            | Incêndio de Karamay | |  | Lee Teng-hui                | Terceira Crise do Estreito de Taiwan |                                                   |
| 1997 | Jiang Zemin (Representatividade Tripla)            | Hong Kong é entregue à China, tornando-se uma Região administrativa especial                                                                                             | Morte de Deng Xiaoping |  | Lee Teng-hui                | |                                                   |
| 1998 | Jiang Zemin (Representatividade Tripla)            | Grande Muralha de Fogo da China | Banimento do Partido Democrático da China |  | Lee Teng-hui                | |                                                   |
| 1999 | Jiang Zemin (Representatividade Tripla)            | Transferência da soberania de Macau Borbardeio da Embaixada Chinesa em Belgrado pela Organização do Tratado do Atlântico Norte                                           | Falun Gong é banido pelo governo da República Popular da China |  | Lee Teng-hui                | Resolução sobre o Futuro de Taiwan |                                                   |
| 2000 | Jiang Zemin (Representatividade Tripla)            | A República Popular da China ultrapassa o Japão como o país com o qual os EUA mantêm o maior déficit na balança comercial                                                | |  | Chen Shui-bian              | O Partido Democrático Progressista coloca um fim ao governo do Kuomintang nas Eleições Presidenciais de 2000                                             | Os Quatro Nãos                                    |
| 2001 | Jiang Zemin (Representatividade Tripla)            | Incidente de autoimolação na praça Tiananmen Adesão à Organização Mundial do Comércio                                                                                    | Incidente da Ilha de Hainan |  | Chen Shui-bian              | |                                                   |
| 2002 | Jiang Zemin (Representatividade Tripla)            | | |  | Chen Shui-bian              | Adesão à Organização Mundial do Comércio |                                                   |
| 2003 | Jiang Zemin (Representatividade Tripla)            | Surto de SARS | Shenzhou 5, a primeira missão espacial tripulada da República Popular da China |  | Chen Shui-bian              | Surto de SARS |                                                   |
| 2004 | Hu Jintao (Conceito do Desenvolvimento Científico) | | Jiang Zemin se aposenta do cargo de Presidente da Comissão Militar Central |  | Chen Shui-bian              | Incidente do Tiroteio de 19 de Março |                                                   |
| 2005 | Hu Jintao (Conceito do Desenvolvimento Científico) | Lei Anti-Secessão | Explosões das Usinas Químicas de Jilin Revisionismo da história anti-japonesa |  | Chen Shui-bian              | Visitas de delegações Kuomintang |                                                   |
| 2006 | Hu Jintao (Conceito do Desenvolvimento Científico) | Conclusão do trabalho estrutural na Hidrelétrica de Três Gargantas | |  | Chen Shui-bian              | Renomeação do "Aeroporto Chiang Kai-shek" para "Aeroporto Internacional de Taiwan Taoyuan"                                                               |                                                   |
| 2007 | Hu Jintao (Conceito do Desenvolvimento Científico) | O chefe da Administração Estatal de Alimentos e Medicamentos, Zheng Xiaoyu, é executado Chang'e 1, do Programa de Exploração Lunar Chinês                                | Escândalo dos escravos chineses Ordem N°5 do Escritório para Assuntos Religiosos, que determina que todos os templos budistas devem preencher um Requerimento de Reencarnação antes que possam reconhecer tulkus |  | Chen Shui-bian              | Mudança do nome do "Salão Memorial Chiang Kai-shek" para "Salão Memorial Memorial Nacional da Democracia de Taiwan"                                      |                                                   |
| 2008 | Hu Jintao (Conceito do Desenvolvimento Científico) | Jogos Olímpicos de Verão de 2008 Jogos Paraolímpicos de Verão de 2008 Abertura da Ponte da Baía de Hangzhou Primeira caminhada no espaço de Shenzhou 7, por Zhai Zhigang | Temporais do início do inverno Distúrbios no Tibete Sismo de Sichuan Escândalo da adulteração do leite |  | Ma Ying-jeou                | Início dos voos que cruzam o Estreito de Taiwan Demonstração 1025 Segunda Conferência de Chen-Chiang Movimento estudantil Morango Silvestre              | Lien Chen e Hu Jintao vão à conferência APEC Peru |
| 2009 | Hu Jintao (Conceito do Desenvolvimento Científico) | Distúrbios em Xinjiang 60º Aniversário da República Popular da China | |  | Ma Ying-jeou                | Tufão Morakot |                                                   |